# マッターホルン・ゴッタルド鉄道

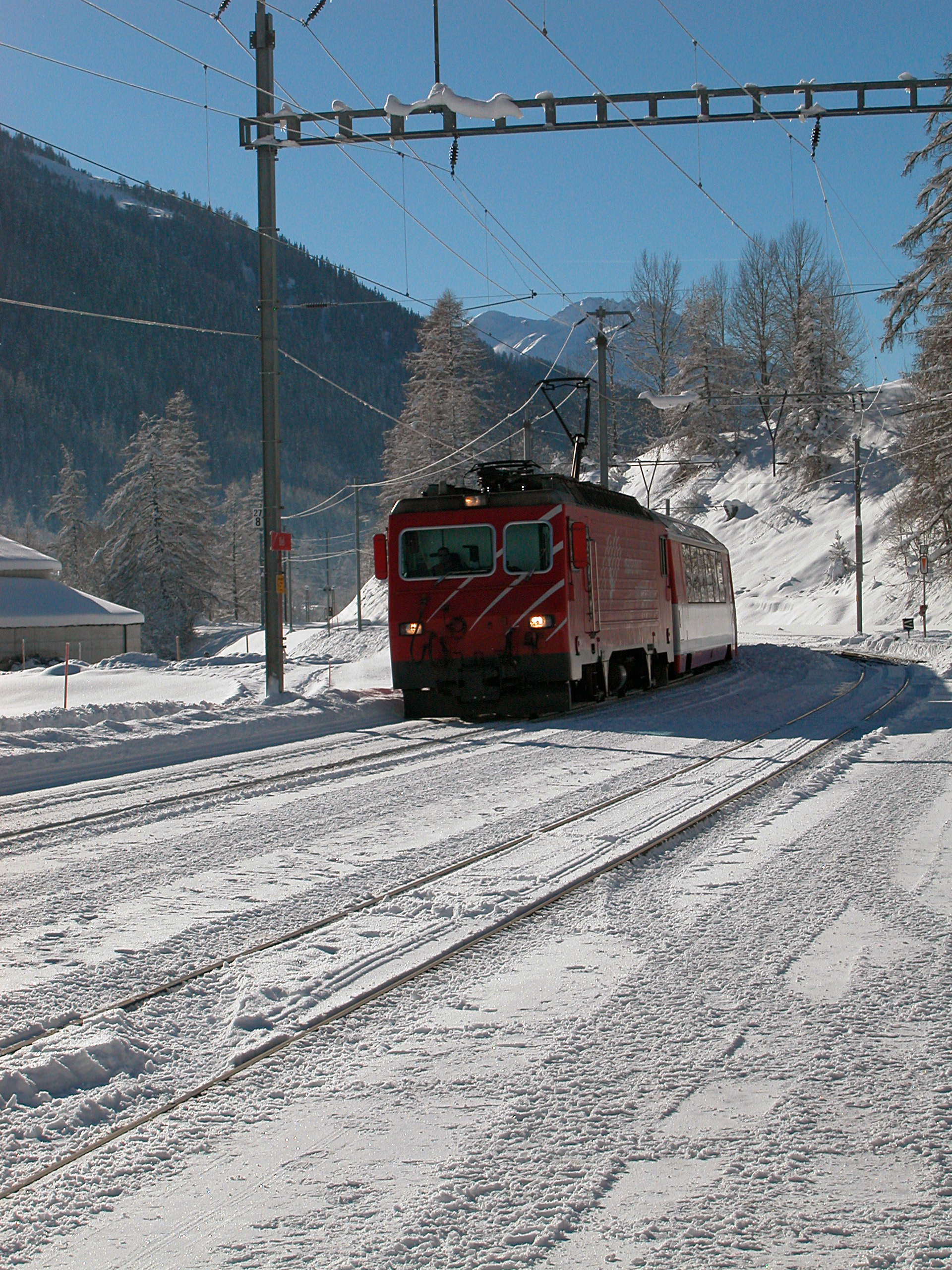
氷河急行 ビール付近

マッターホルン・ゴッタルド鉄道(マッターホルン・ゴッタルドてつどう、ドイツ語: MGB: Matterhorn-Gotthard-Bahn)は、スイス南部の狭軌鉄道で、軌道の幅は1000mmである。2003年1月1日にフルカ・オーバーアルプ鉄道（FO）とBVZツェルマット鉄道（BVZ）が合併し誕生した。

## 概要
グラウビュンデン州ディセンティス/ミュンスターからオーバーアルプ峠とウーリ州アンデルマット(ゲシュネンに行く支線が分かれている。)を越え、レアルプ、ヴァレー州オーバルワルド近くのフルカベーストンネルを通り、ブリーク、フィスプを経由し、マッターホルンの麓、ツェルマットに至る144kmの路線である。氷河急行が、ディセンティス/ミュンスターでレーティッシュ鉄道と接続しサンモリッツまで運行されている。旧フルカ・オーバーアルプ鉄道は沿線にレーティッシュ鉄道におけるサンモリッツやダヴォス、旧ブリーク-フィスプ-ツェルマット鉄道におけるツェルマットのような観光都市を沿線に持たなかったことなどから経営的に苦しく、2003年にBVZツェルマット鉄道に合併され、同時に社名をマッターホルン・ゴッタルド鉄道へ変更している。

### 沿革（旧ブリーク-フィスプ-ツェルマット鉄道）[4]
- 1890年7月3日 フィスプ - シュタルデン・サース間（7.36km）開業
- 1890年8月26日 シュタルデン・サース - ザンクト・ニクラウゼン間（8.71km）開業
- 1891年7月18日 ザンクト・ニクラウゼン - ツェルマット間（19.01km）開業
- 1929年10月1日 フィスプ-ツェルマット間全線電化
- 1930年6月6日 ブリーク - フィスプ間（8.9km）開業
- 1930年6月22日 氷河急行運転開始
- 1933年 全線で通年運行開始
- 1961年12月13日 フィスプ-ツェルマット鉄道からブリーク-フィスプ-ツェルマット鉄道へ改称
- 1991年 BVZツェルマット鉄道へ改称

### 沿革（旧フルカ・オーバーアルプ鉄道）
- 1910年5月27日 ブリーク-フルカ-ディセンティス鉄道を建設、運営するフルカ鉄道協会設立、本社ローザンヌ
- 1915年6月1日 ブリーク - オーバーヴァルト間（41.3km）開業
- 1915年7月1日 オーバーヴァルト - グレッチ間（4.9km）開業
- 1923年12月2日 フルカ鉄道協会破産
- 1925年4月17日 フルカ・オーバーアルプ鉄道設立、本社ブリーク
- 1925年8月4日ブリーク-フルカ-ディセンティス鉄道がフルカ・オーバーアルプ鉄道へ移管、グレッチ - デイセンティス/ミュンスター間工事再開
- 1926年7月4日 グレッチ - ディセンティス/ミュンスター間（50.7km）開業、レーティッシュ鉄道との直通運転（クール - ブリーク間）開始
- 1930年6月22日 氷河急行運転開始
- 1940年7月5日 アンデルマット - オーバーアルプゼー間を工事用に直流1200Vで電化、8月末まで運行
- 1940年10月21日 アンデルマット - オーバーアルプゼー間、チャムート・セルバ - ディセンティス/ミュンスター間電化
- 1941年5月29日 オーバーアルプゼー - チャムート・セルバ間電化
- 1941年10月3日 レアルプ - アンデルマット間電化
- 1941年10月11日 ブリーク - ニーダーヴァルト間電化
- 1941年11月14日 ニーダーヴァルト - オーバーヴァルト間電化
- 1941年 アンデルマット - ディセンティス/ミュンスター間の冬季運行開始
- 1942年7月1日 オーバーヴァルト - レアルプ間電化、全線電化完了
- 1961年8月1日 シェレネン鉄道を合併
- 1981年10月21日 オーバーヴァルト - レアルプ間（旧線）廃止
- 1982年6月26日 オーバーヴァルト - レアルプ間（新線）およびフルカベーストンネル開業、全線での通年運行開始
- 1982年9月26日 フルカベーストンネルの列車フェリー運行開始
- 1985年9月20日 レアルプ - ホスペンタール間新線切換
- 1998年10月10日 チェッパ信号場 - ルエラス間（2.2km）のセドルンゴッタルドベーストンネル建設基地専用線開業
- 1999年5月21日 セグナス - ディセンティス/ミュンスター間のディセンティストンネル付近新線切換

### 沿革（旧シェレネン鉄道）
- 1912年6月24日 シェレネン鉄道協会[5]設立、本社アルトドルフ
- 1917年7月12日 アンデルマット - ゲシェネン間（3.71km）開業（冬季運休）
- 1925年 通年運行開始
- 1941年10月17日 電気方式を直流1200Vから交流11000V16 2/3Hzへ変更
- 1961年8月1日 フルカ・オーバーアルプ鉄道へ合併

### 沿革（マッターホルン・ゴッタルド鉄道）
- 2003年1月1日 BVZツェルマット鉄道とフルカ・オーバーアルプ鉄道が統合。マッターホルン・ゴッタルド鉄道となる。
- 2007年7月31日 旧ブリーク-フィスプ-ツェルマット鉄道のカルペトラン - キッペルヴァルト間のキッペン橋付近新線切換
- 2007年12月4日 旧フルカ・オーバーアルプ鉄道線のブリーク - ビッシ間路線変更、ナテルス駅廃止

## 路線

### ブリーク - フィスプ - ツェルマット
- 路線長：44.0km
- 開通年
  - ブリーク - フィスプ間（8.9km）：1930年6月6日
  - フィスプ - シュタルデン・サース間（7.36km）：1890年7月3日
  - シュタルデン・サース - ザンクト・ニクラウゼン間（8.71km）：1890年8月26日
  - ザンクト・ニクラウゼン - ツェルマット間（19.01km）：1891年7月18日
- 電気方式：交流11kV 16.7Hz
- 最急勾配：125パーミル（ラック区間）
- 標高：650.9-1605.2m
- 隧道：18箇所
- 橋梁：3箇所

ローザンヌ方面からのスイス国鉄線およびベルン方面からのBLS AG線イタリアからのシンプロントンネル線が交差する交通の要衝であるブリークからローヌ川を下ってフィスプへ至り、そこからローヌ川の支流のフィスパ川を遡り、マッターホルン登山の玄関口となるツェルマットへ至り、ゴルナーグラート鉄道へ接続する路線である。途中最急勾配126パーミルのラック区間があり、方式はラックレール2条のアプト式となっている。

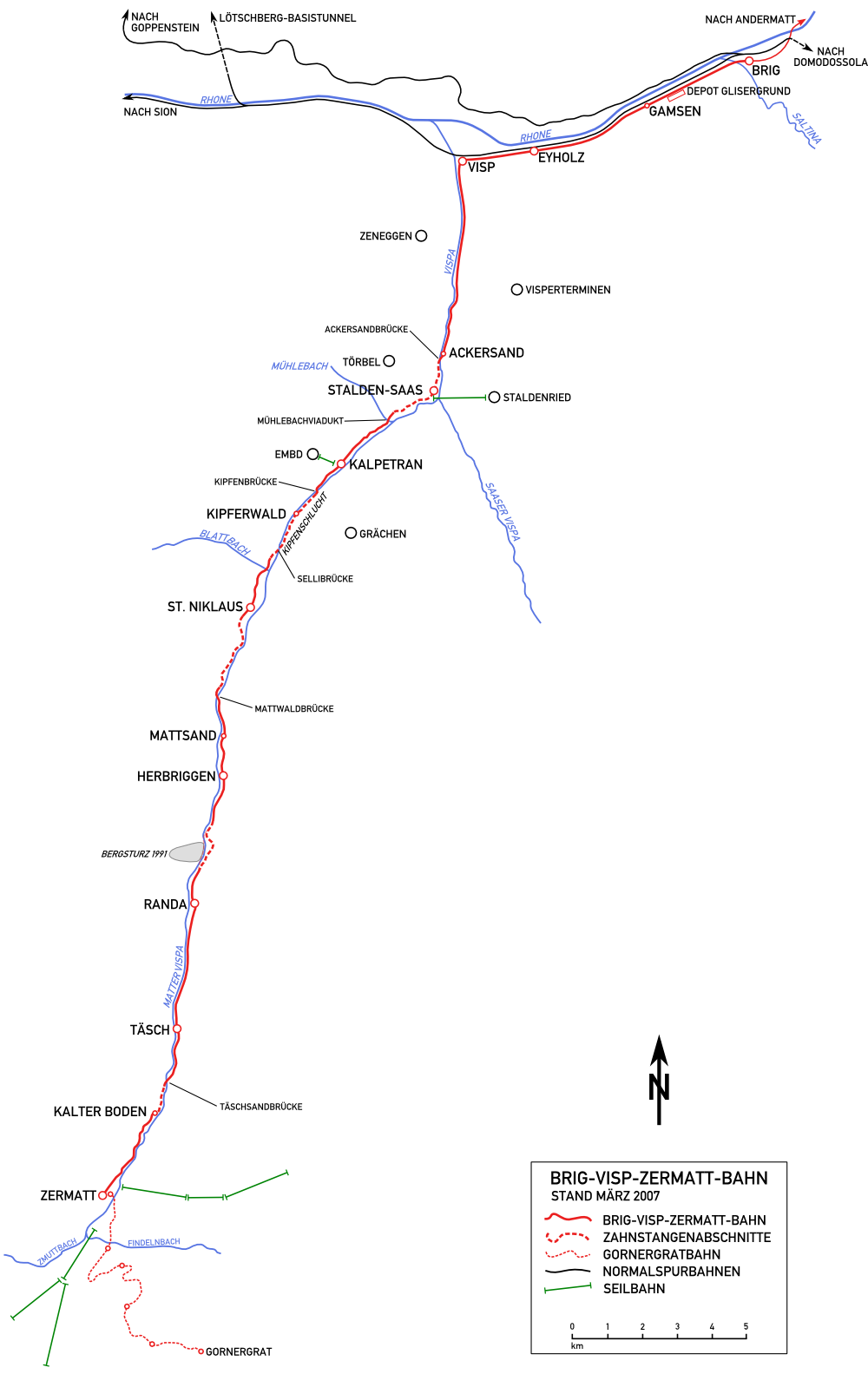
ブリーク - ツェルマット間の路線図
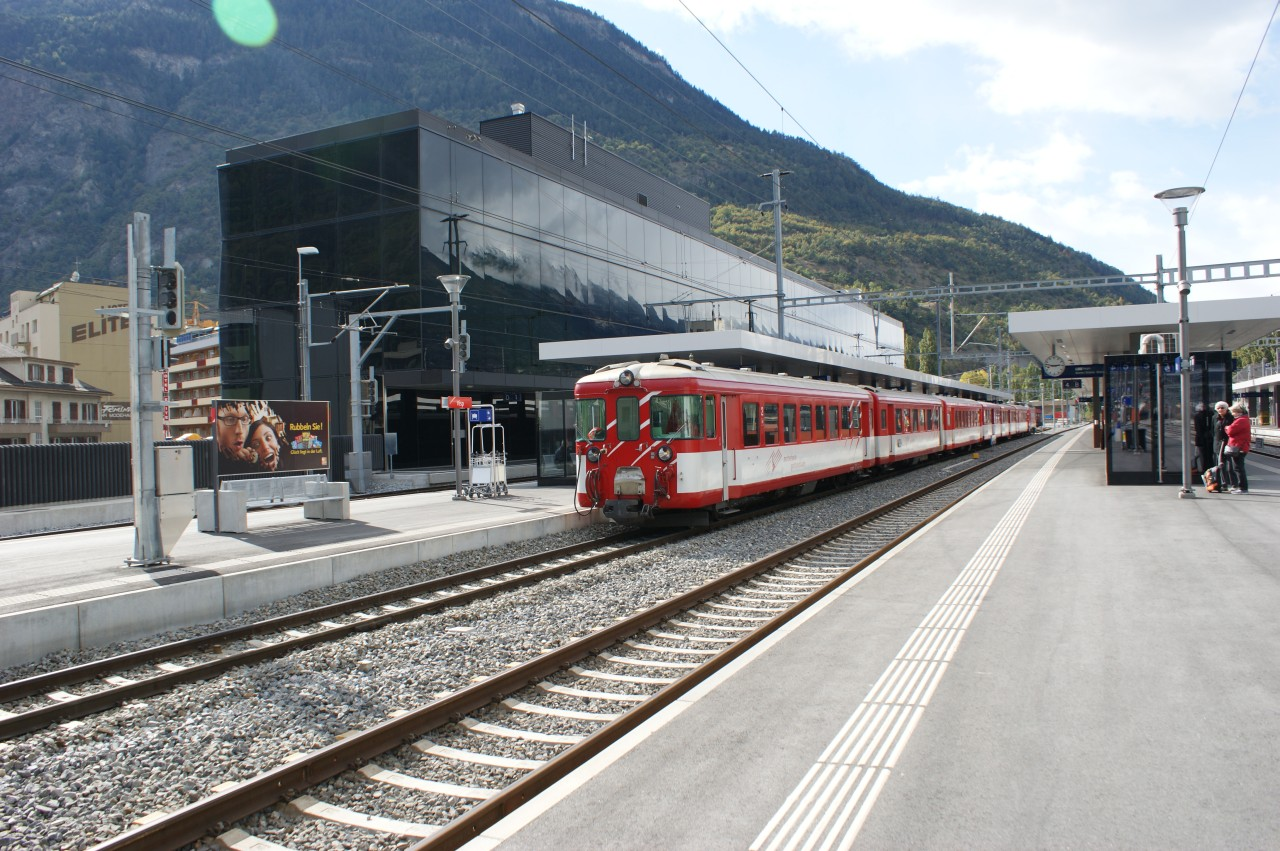
改良工事後のフィスプ駅
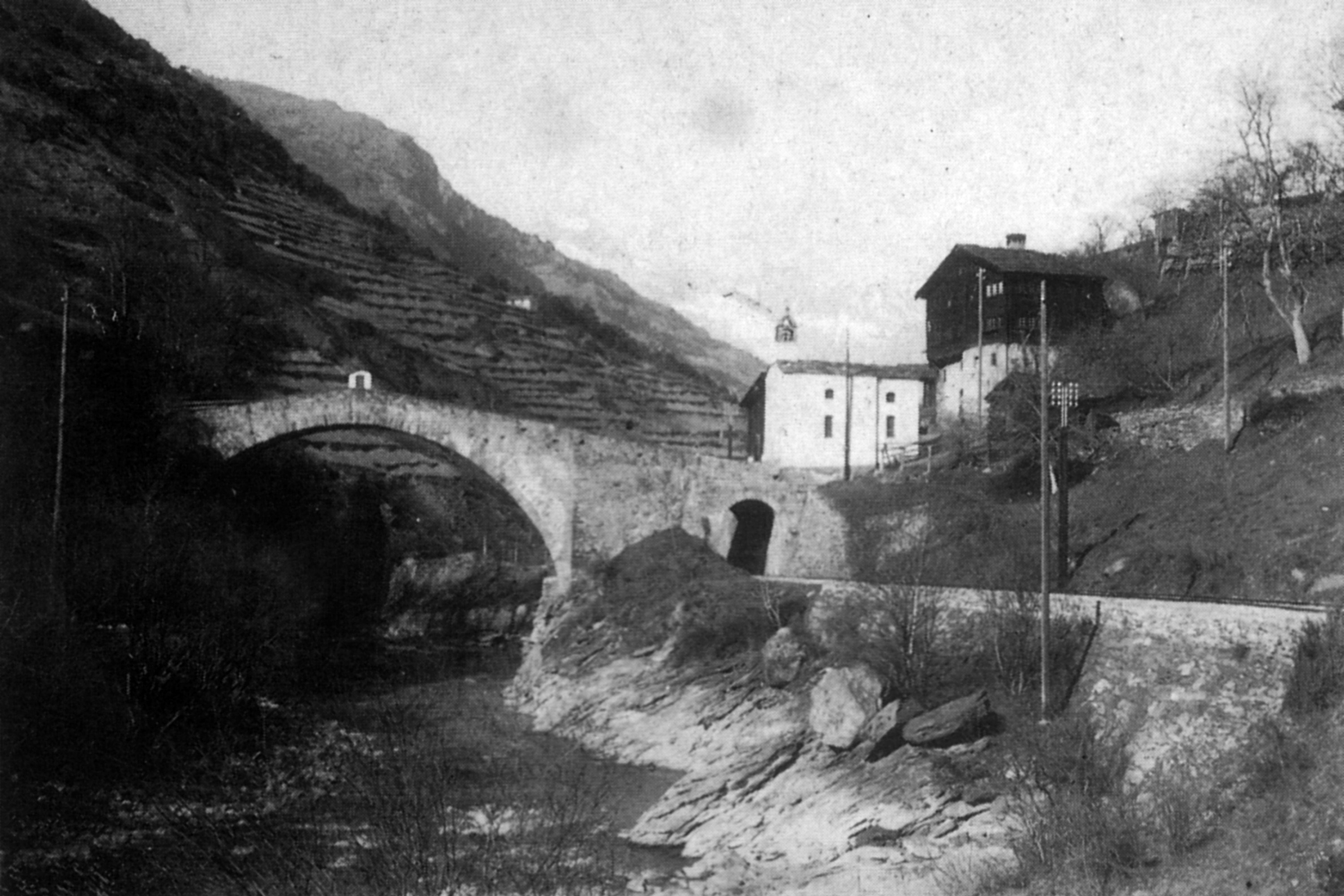
1599年から400年の歴史のあるノイブルッケ橋[7]をくぐる路線、1891年
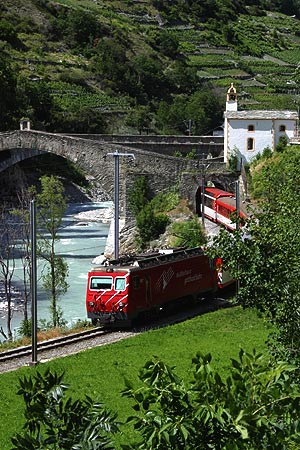
現在のノイブルッケ橋
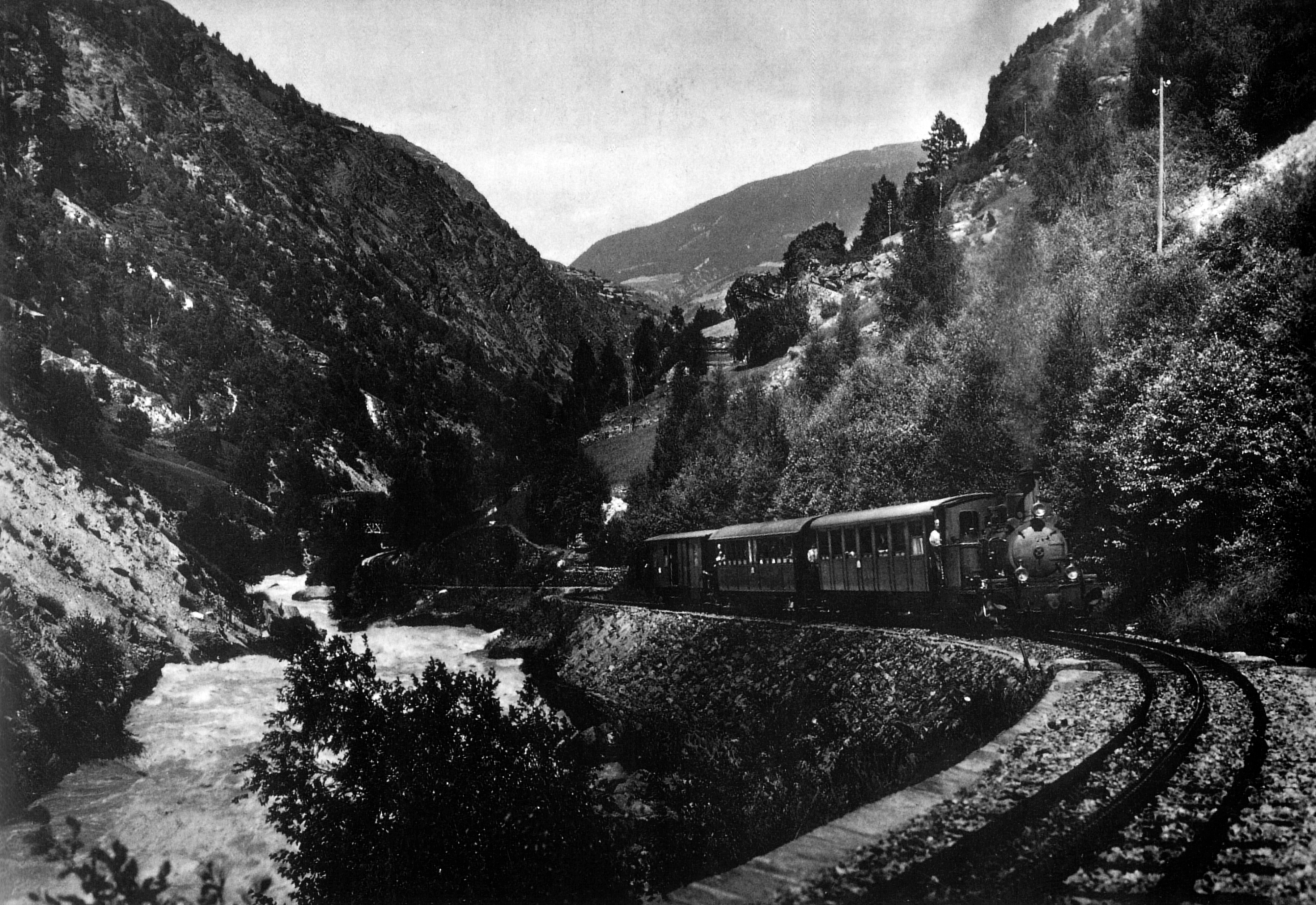
1900年頃の列車
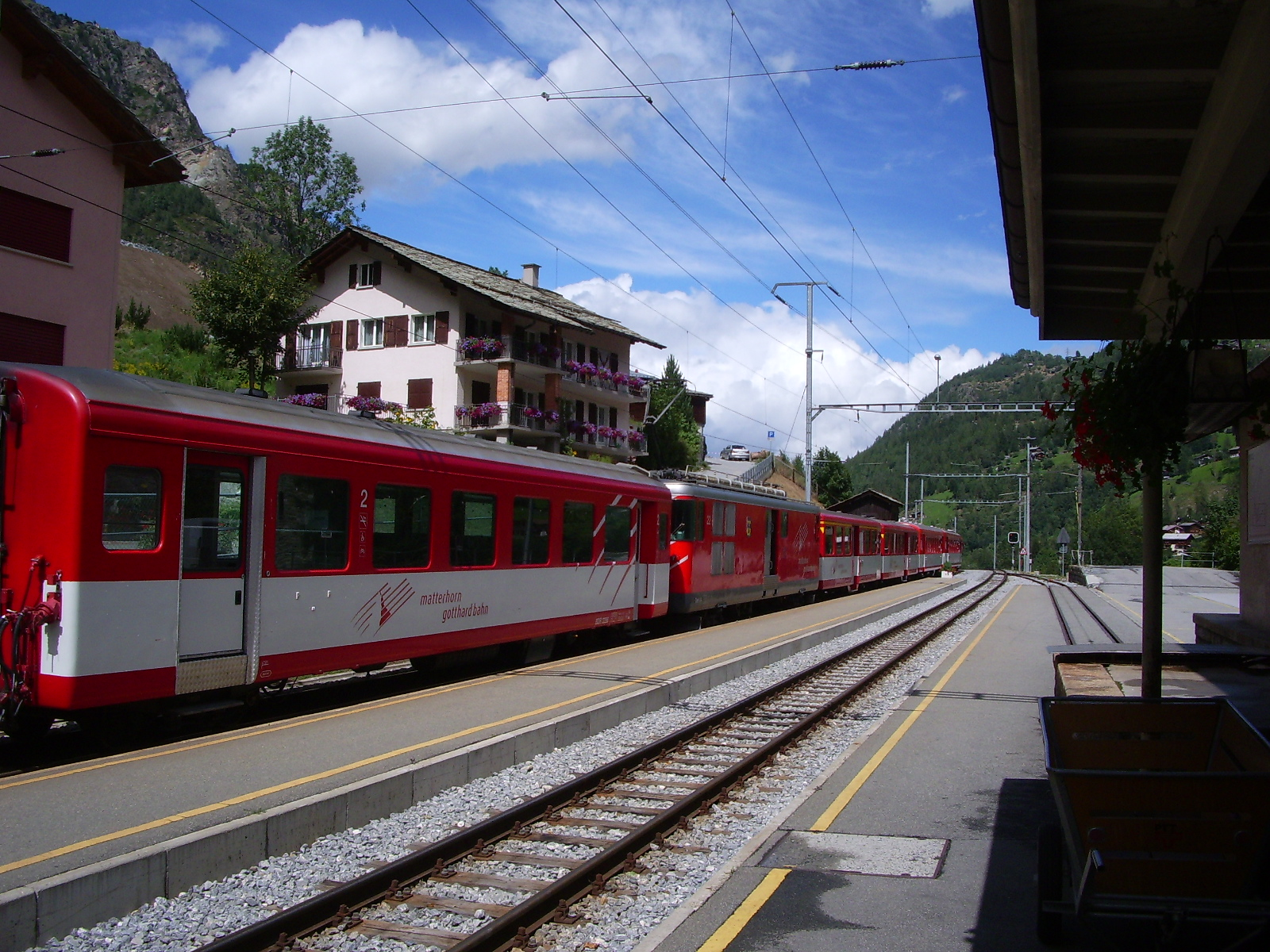
ザンクト・ニクラウゼン駅
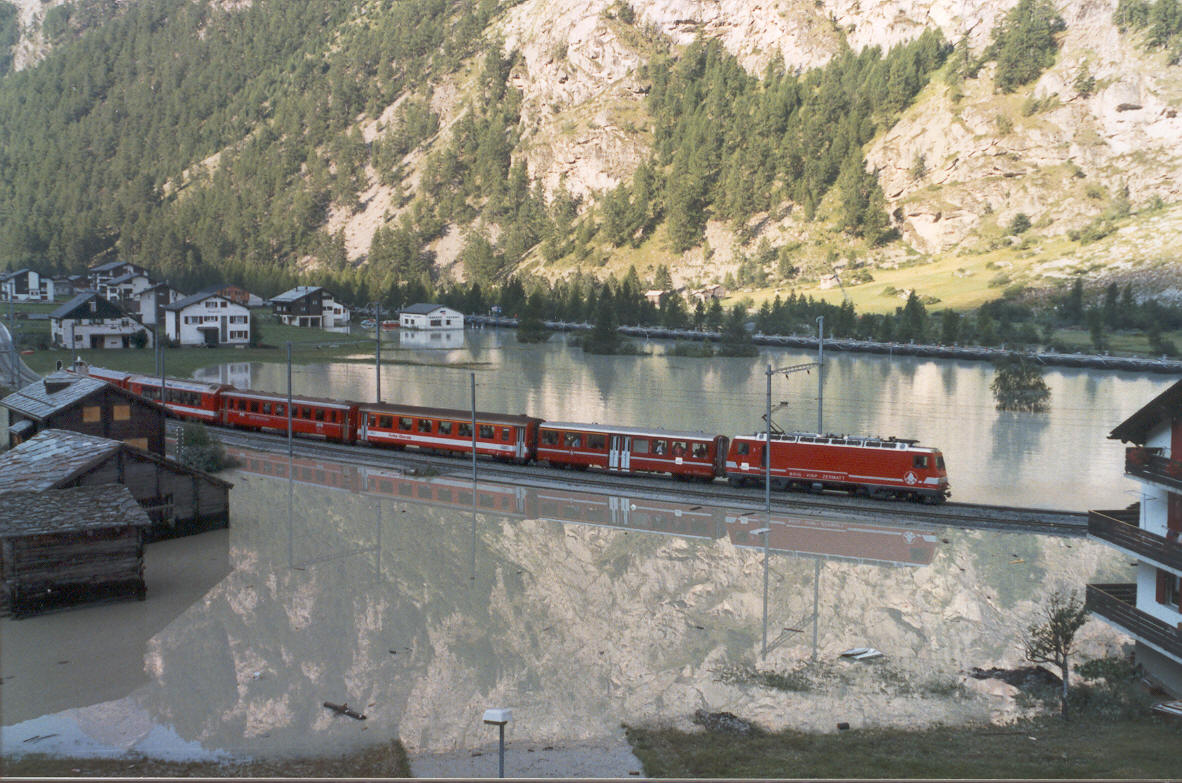
1991年の大規模な山崩れによるせき止め湖により水没しているランダ駅付近
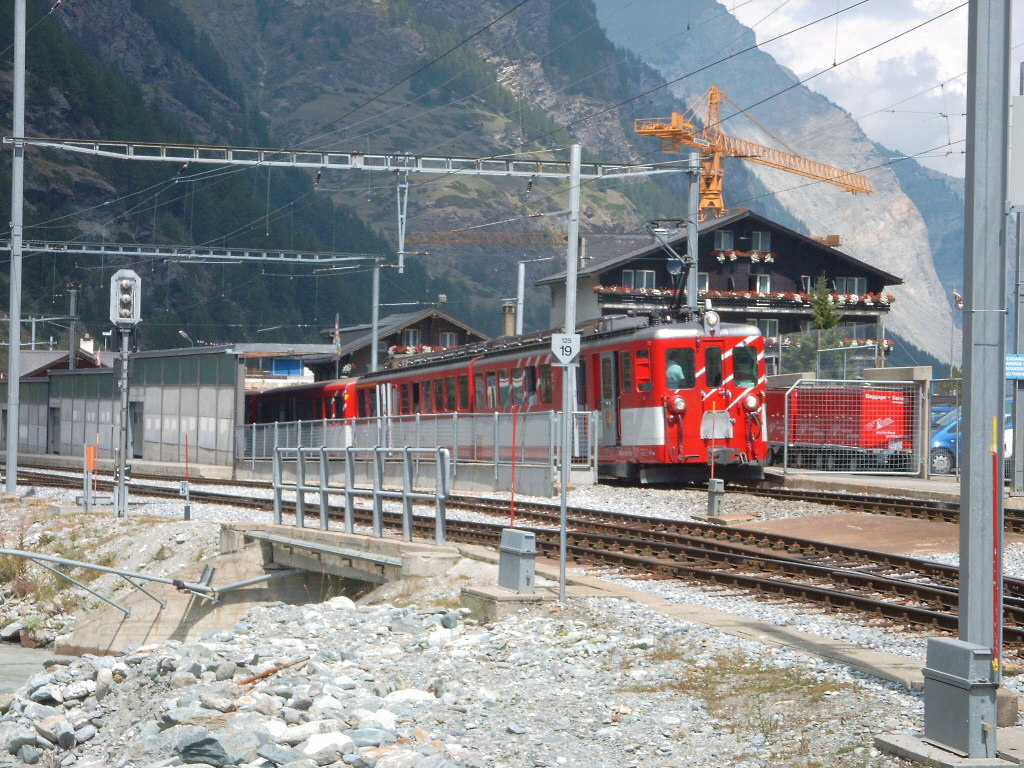
テッシュ駅、自動車はツェルマットに入れないため、ここからシャトルトレインでツェルマット駅へ向かう
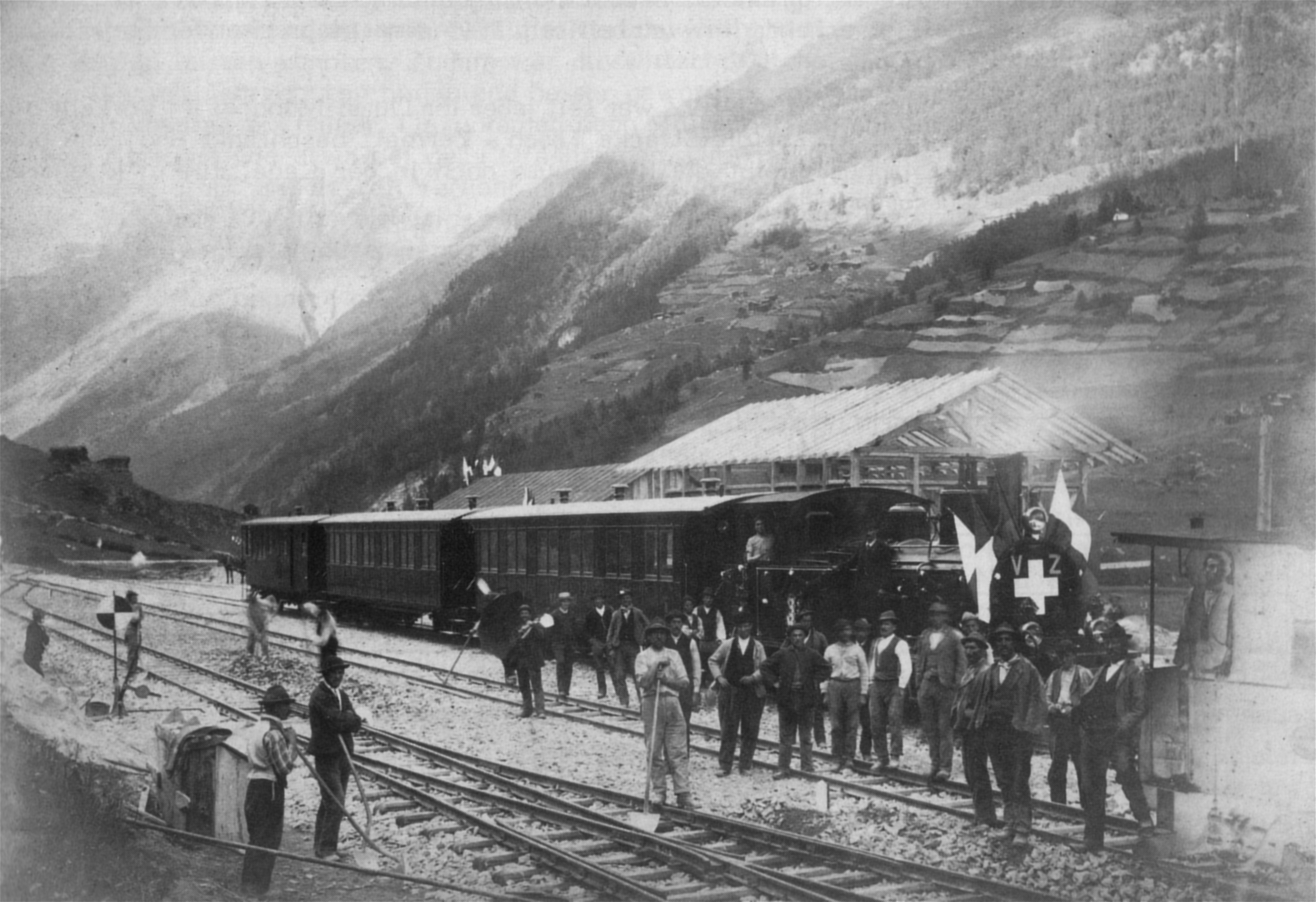
1891年の開業初日の列車、ツェルマット駅
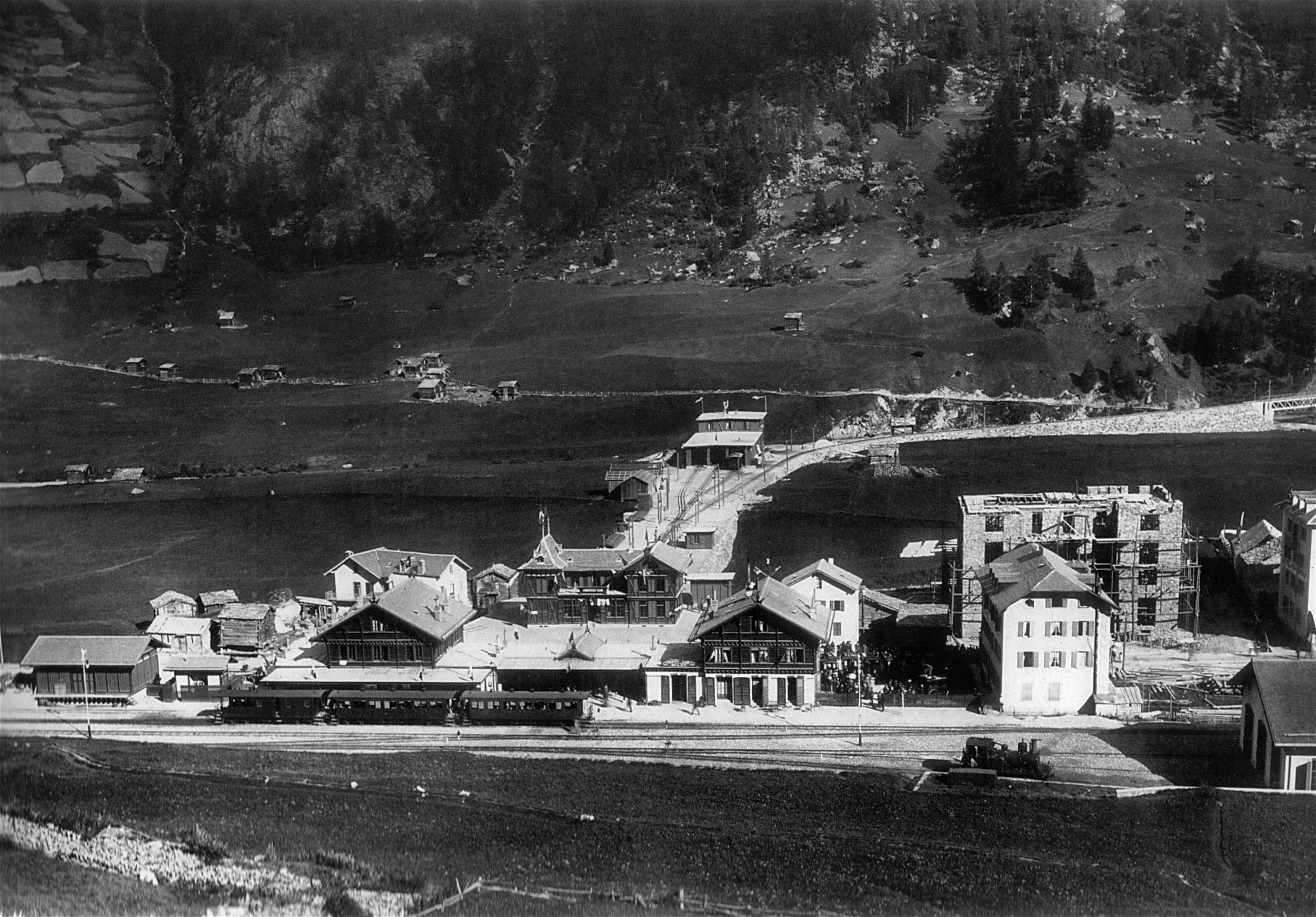
1900年頃のツェルマット駅、画面左からフィスプ-ツェルマット鉄道が到着し、中央から右上に向かいゴルナーグラート鉄道が出発する
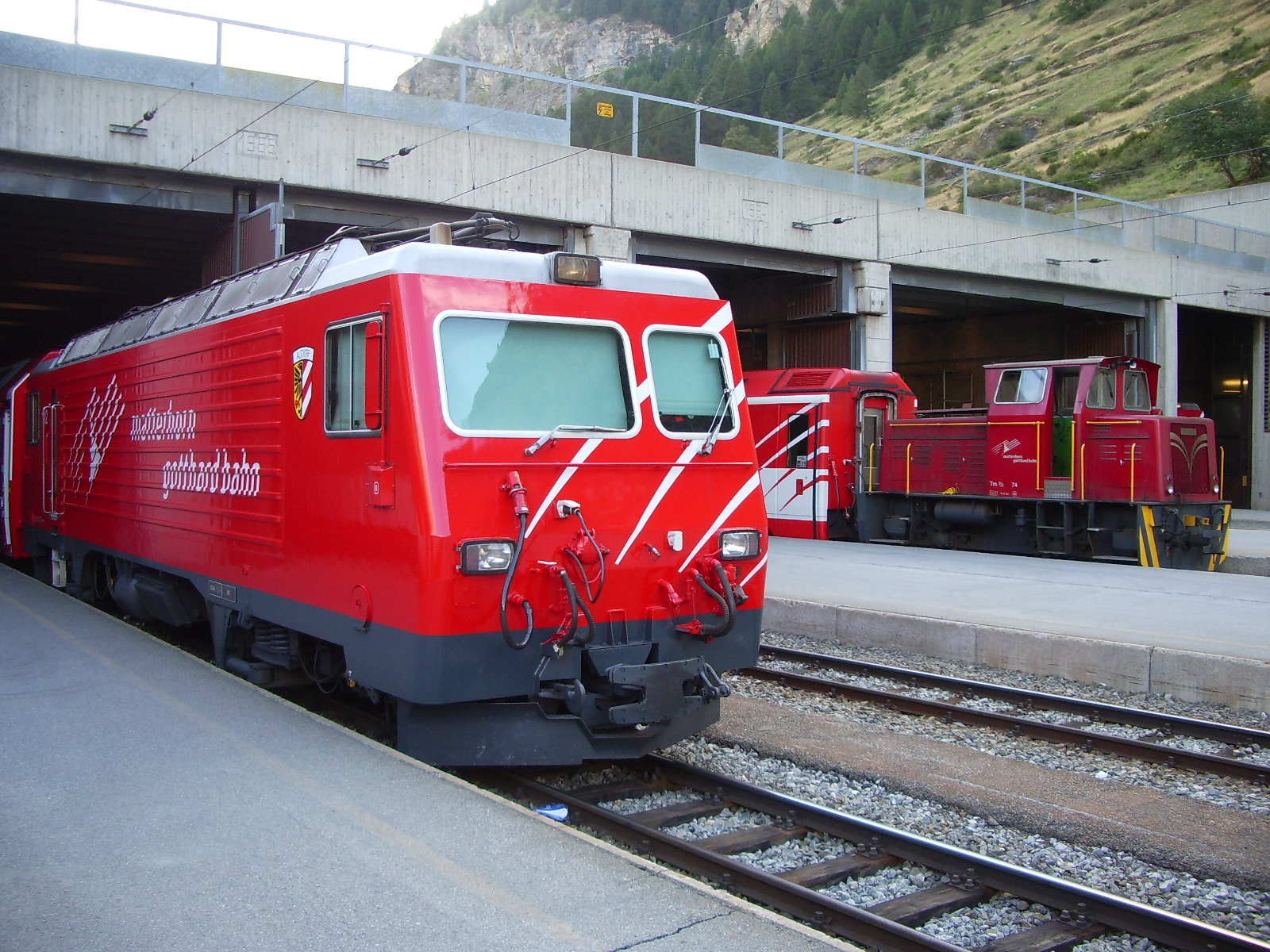
半地下化された現在のツェルマット駅
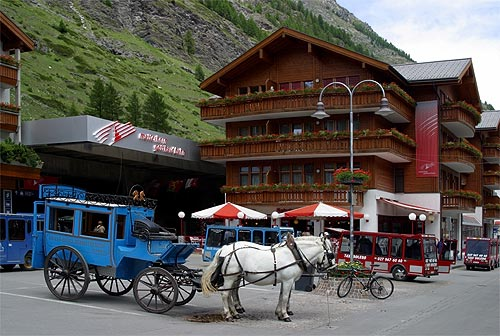
電気自動車と馬車のみが使用されるツェルマット駅前

### ブリーク - アンデルマット - ディゼンティス/ミュンスター
- 路線長：96.94km
- 開通年
  - ブリーク - オーバーヴァルト間（41.3km）：1915年6月1日
  - オーバーヴァルト - グレッチ間（4.9km）：1915年7月1日
  - グレッチ - ディセンティス/ミュンスター間（50.7km）：1926年7月4日
- 電気方式：交流11kV 16.7Hz
- 最急勾配：67パーミル（粘着区間）、110パーミル（ラック区間）
- 標高：671.7-2033.0m
- 隧道：16箇所
- 橋梁：9箇所

ブリークからローヌ川に沿って遡り、ローヌ川とライン川の支流であるロイス川の分水嶺にある標高2431mのフルカ峠を全長15407mのフルカベーストンネルで迂回する形で通過し、ロイス川の流れるルゼレン谷をゴッタルド峠の街道町であるアンデルマットまで下り、その後は標高2033mのオーバーアルプ峠を越えてライン川の源流地帯からフォルダーライン川沿いに下ってレーティッシュ鉄道と接続するディセンティス/ミュンスターに至る全長96kmの路線である。基本的には最急勾配30-40パーミル程度の粘着区間が路線の多くを占めるが、フィーシュ付近の約10kmの区間の一部が最急勾配90パーミル、オーバーアルプ峠越えの約16kmの区間のほとんどが最急勾配110パーミル、ディセンティス/ミュンスター付近の約2kmの区間が最急勾配70パーミルのそれぞれラック区間となっており、ラックレールの方式は旧ブリーク-フィスプ -ツェルマット鉄道線と同じラックレール2条のアプト式である。
また、1983年まではオーバーヴァルトからレアルプ間はローヌ川の源流であるローヌ氷河の脇を通過し、フルカ峠を全長1874mのフルカトンネルで通過する旧線を経由していたが、豪雪地帯のため冬季運休するなどの制約があったためにフルカベーストンネルが建設されて通年運行が可能になり、廃止となった旧線区間は保存鉄道であるフルカ山岳蒸気鉄道によってフルカ側から徐々に復旧工事が進められ、2010年8月20日に全線が開通している。

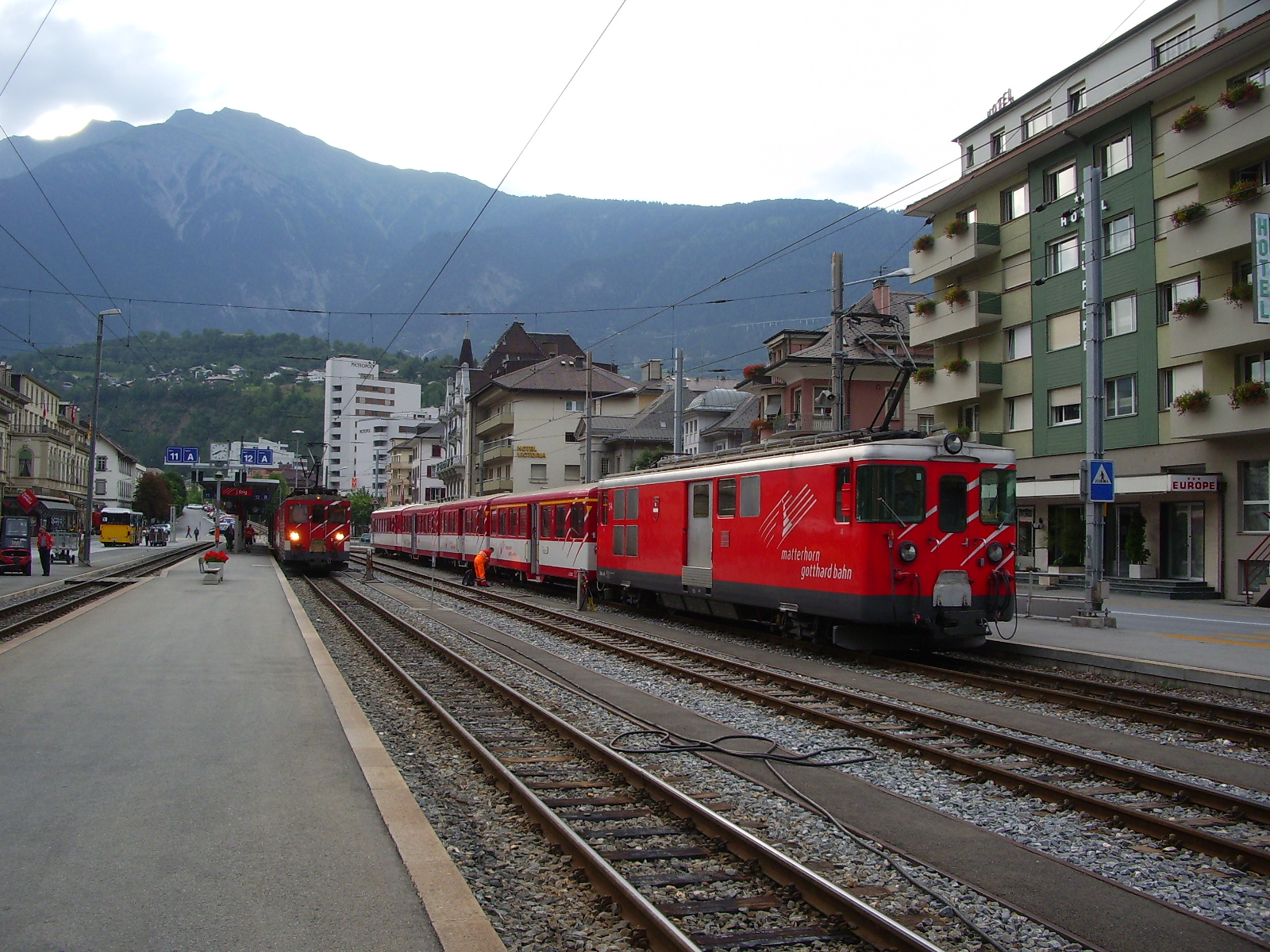
スイス国鉄の駅前広場にあるマッターホルン・ゴッタルド鉄道のブリーク駅
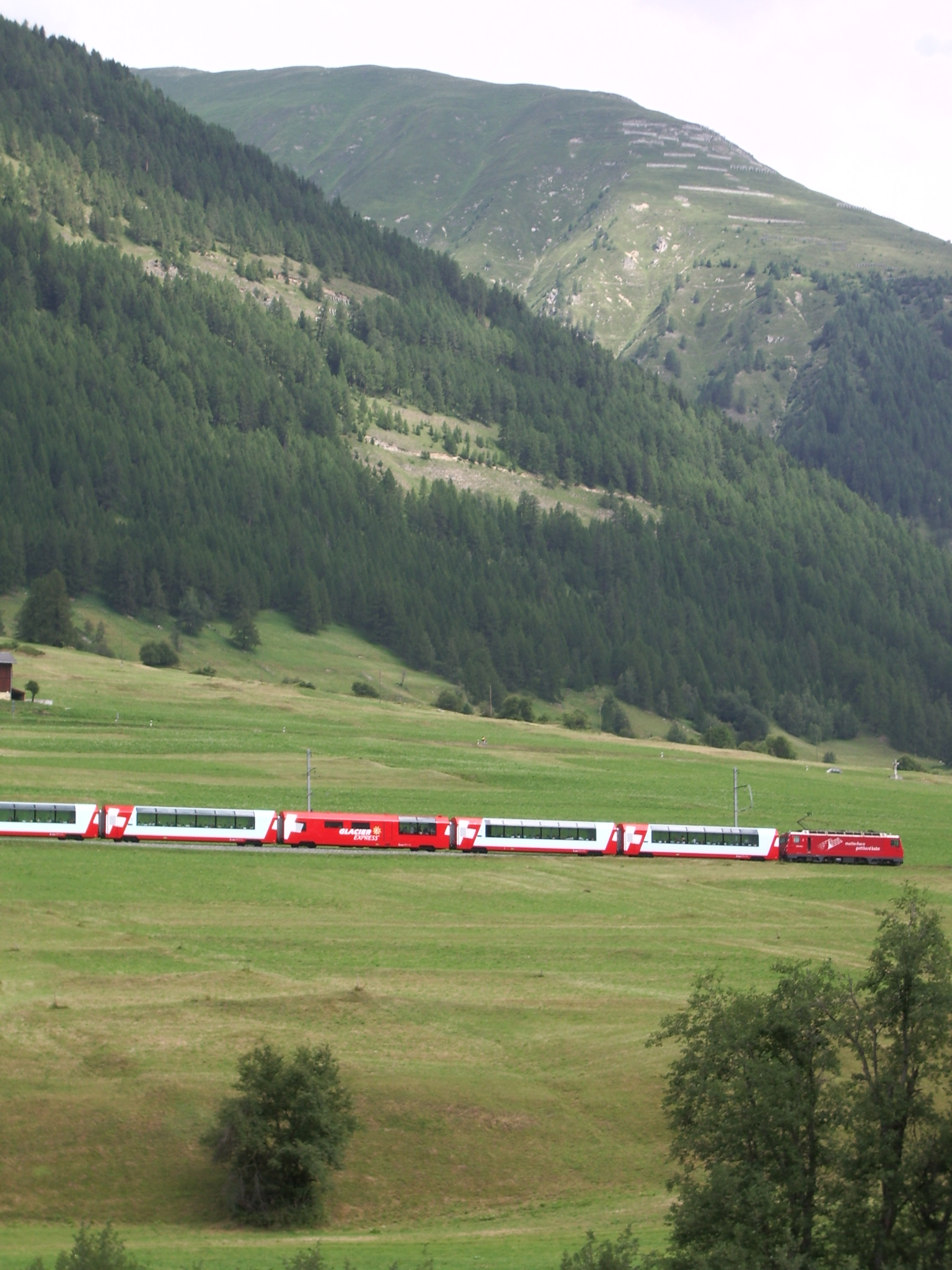
ミュンスター付近を走行する氷河急行
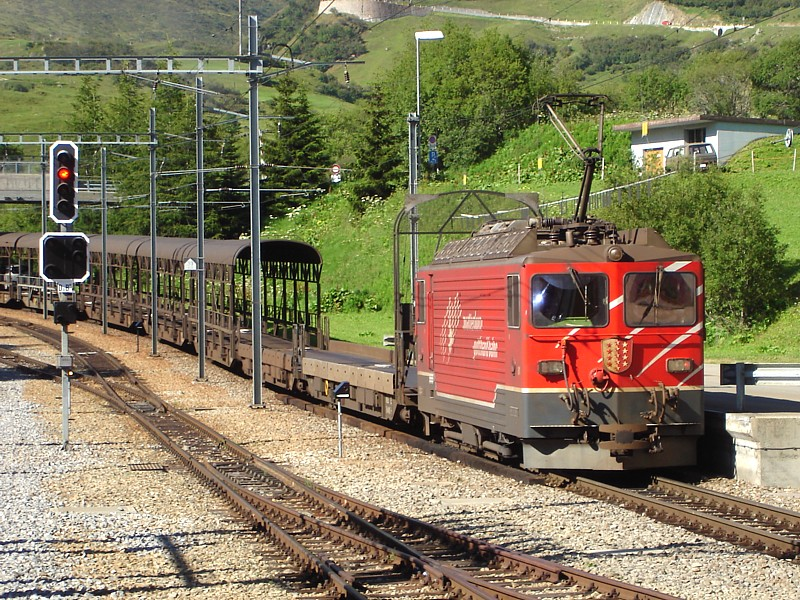
フルカベーストンネルを通過する列車フェリー
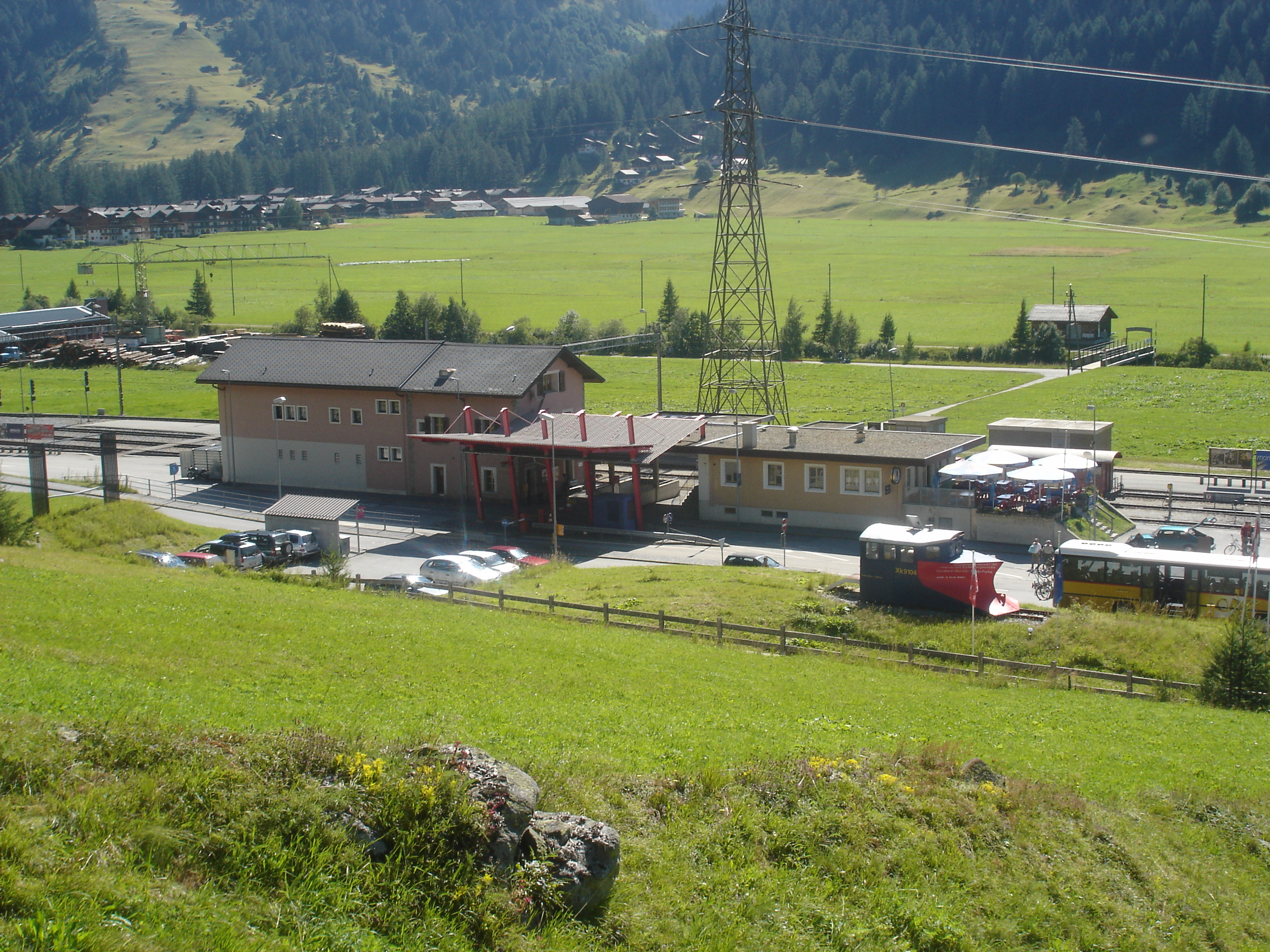
オーバーヴァルト駅
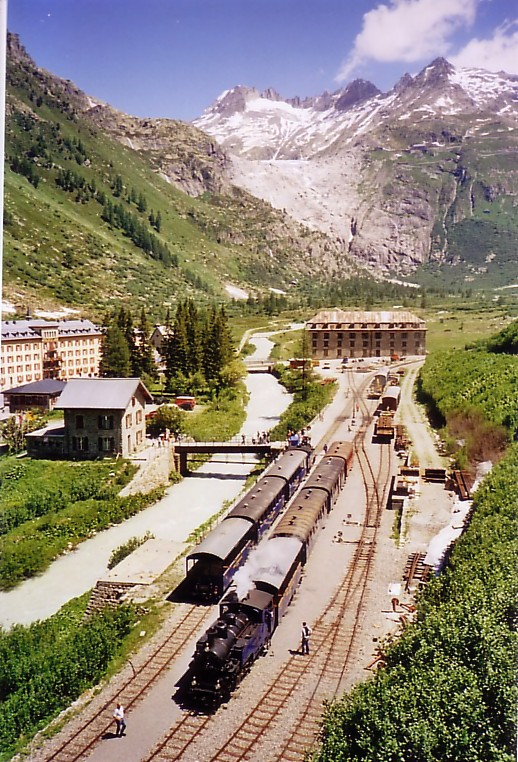
ローヌ氷河の見える旧線区間のグレッチ駅、フルカ山岳蒸気鉄道となった現在の状況
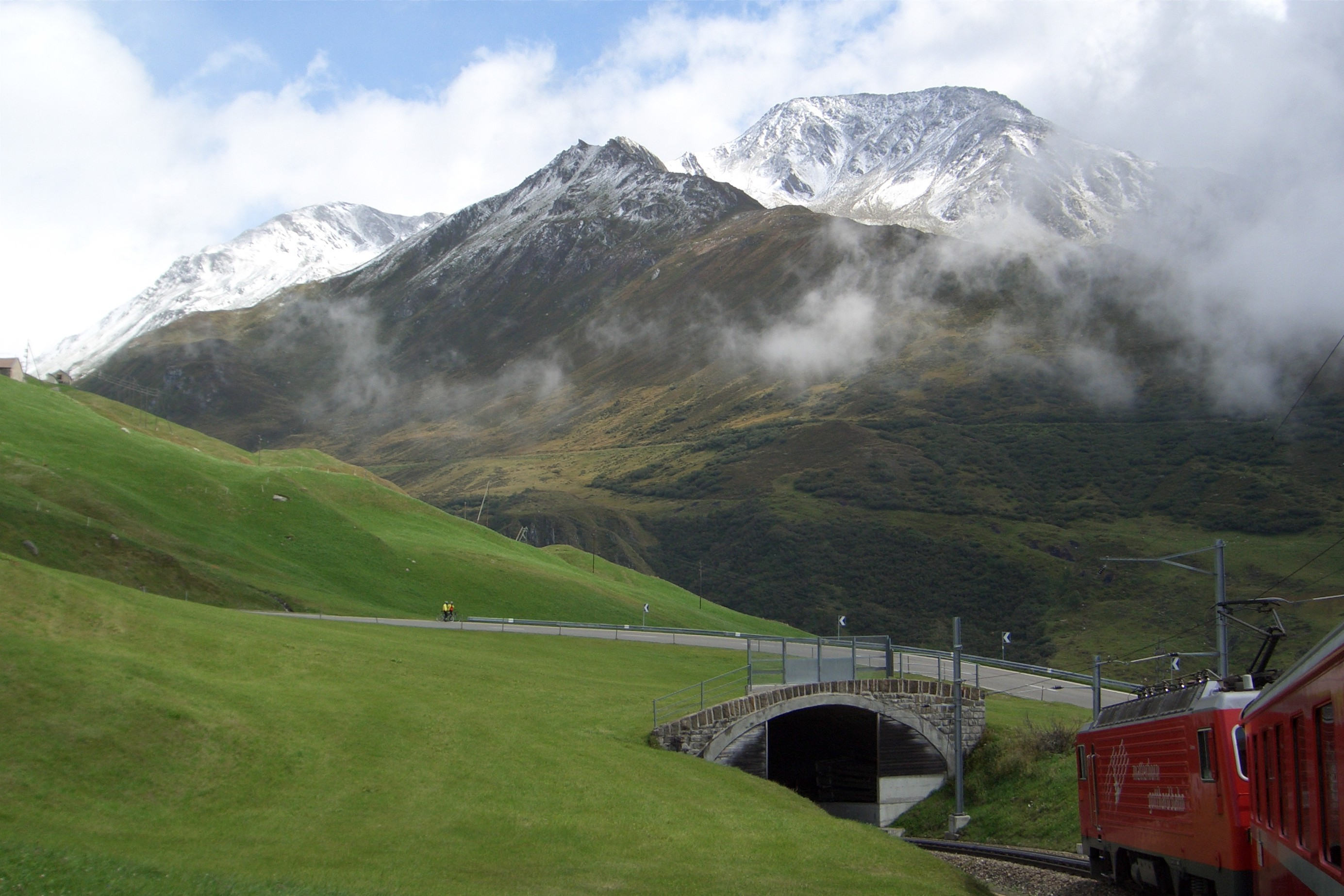
オーバーアルプ峠越えの区間を走行する氷河急行
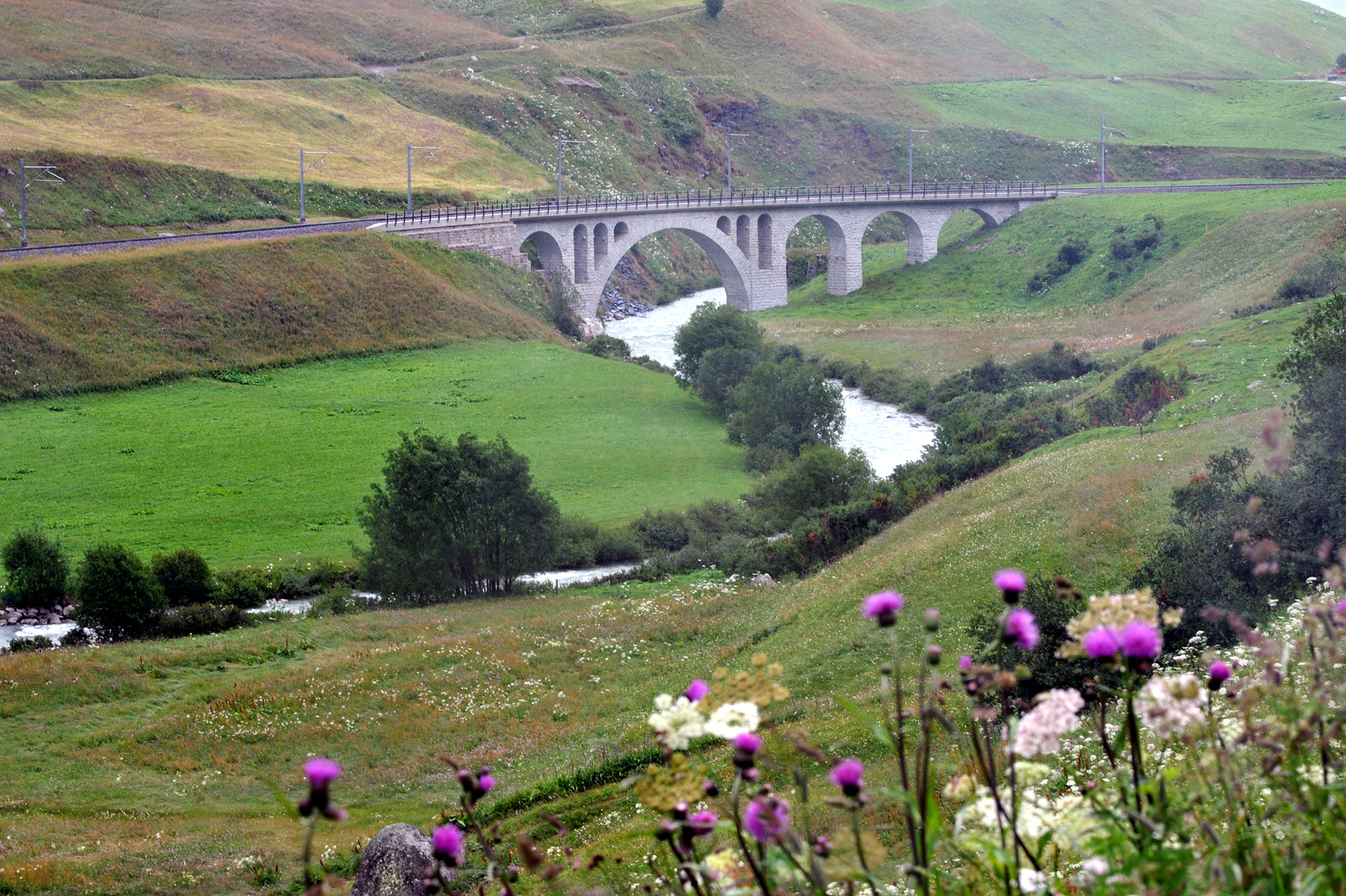
ホスペンタール駅付近のリヒレルン橋
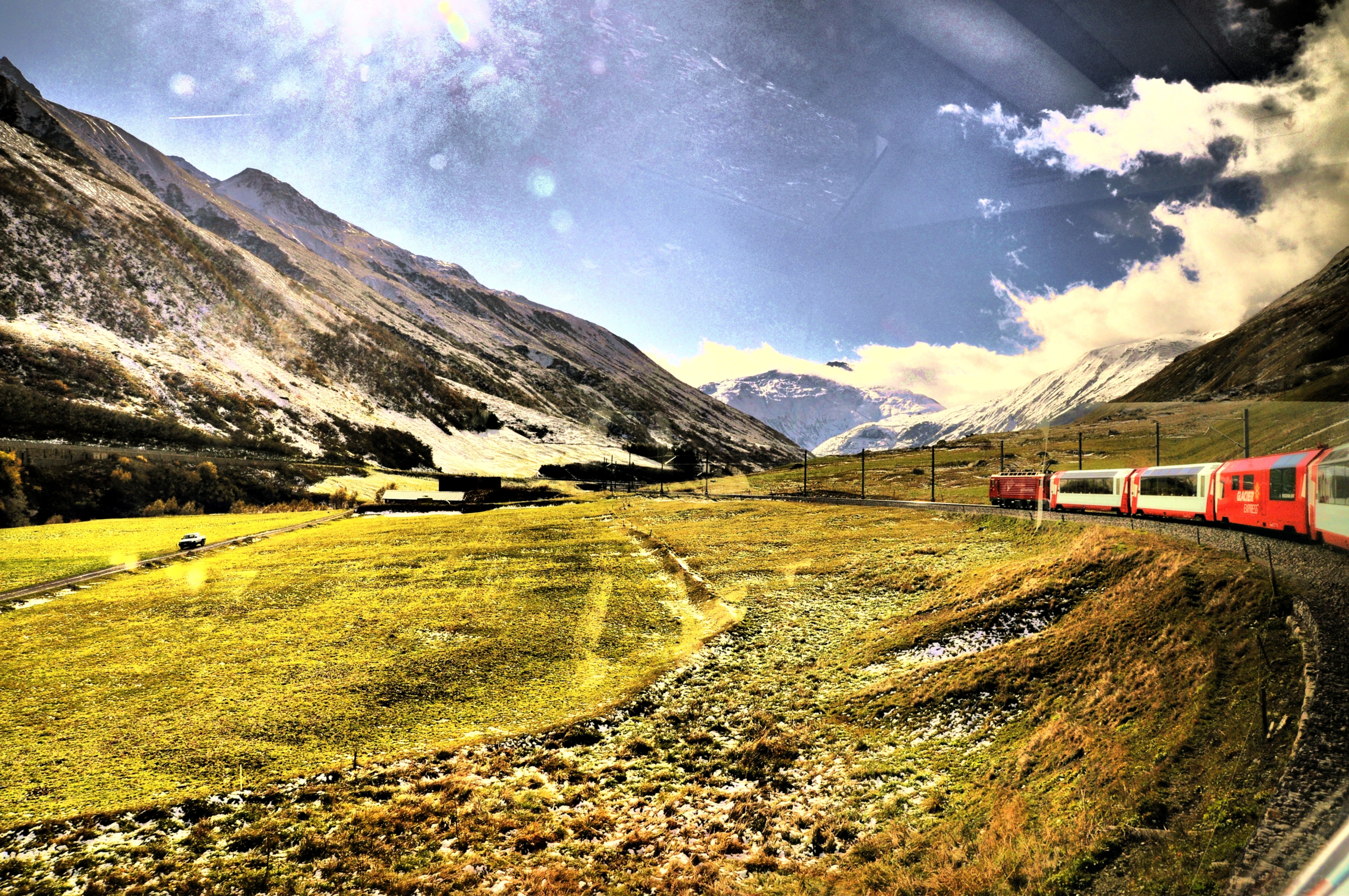
ホスペンタール付近を走行する氷河急行
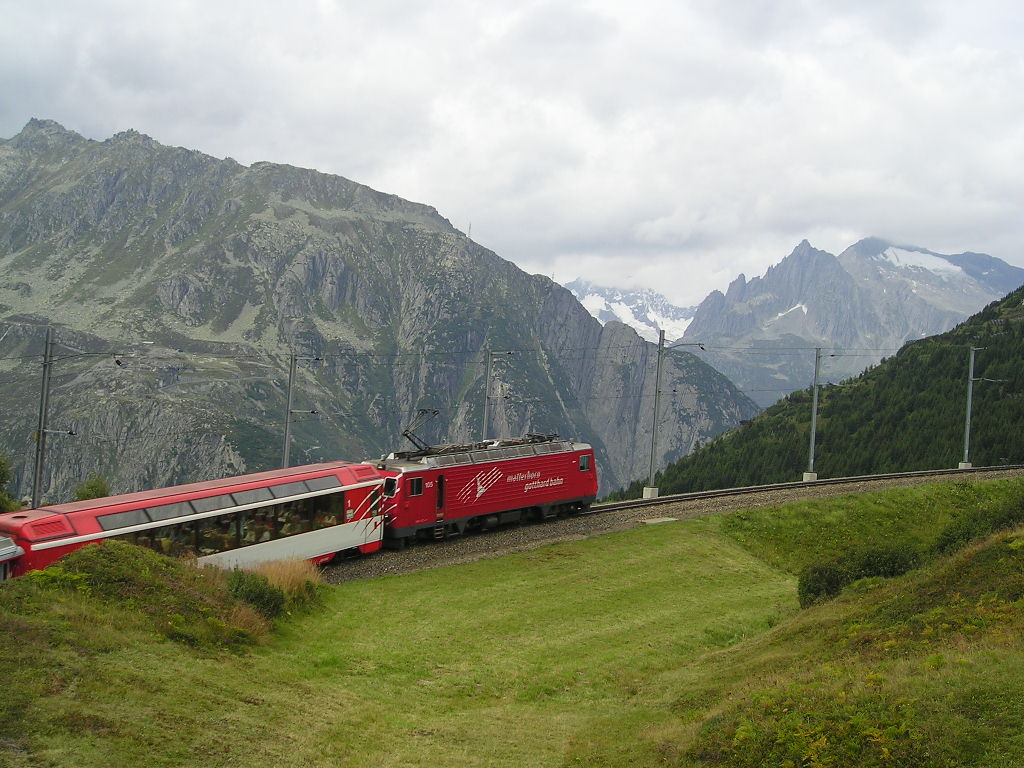
標高約1800mのナッチェン付近
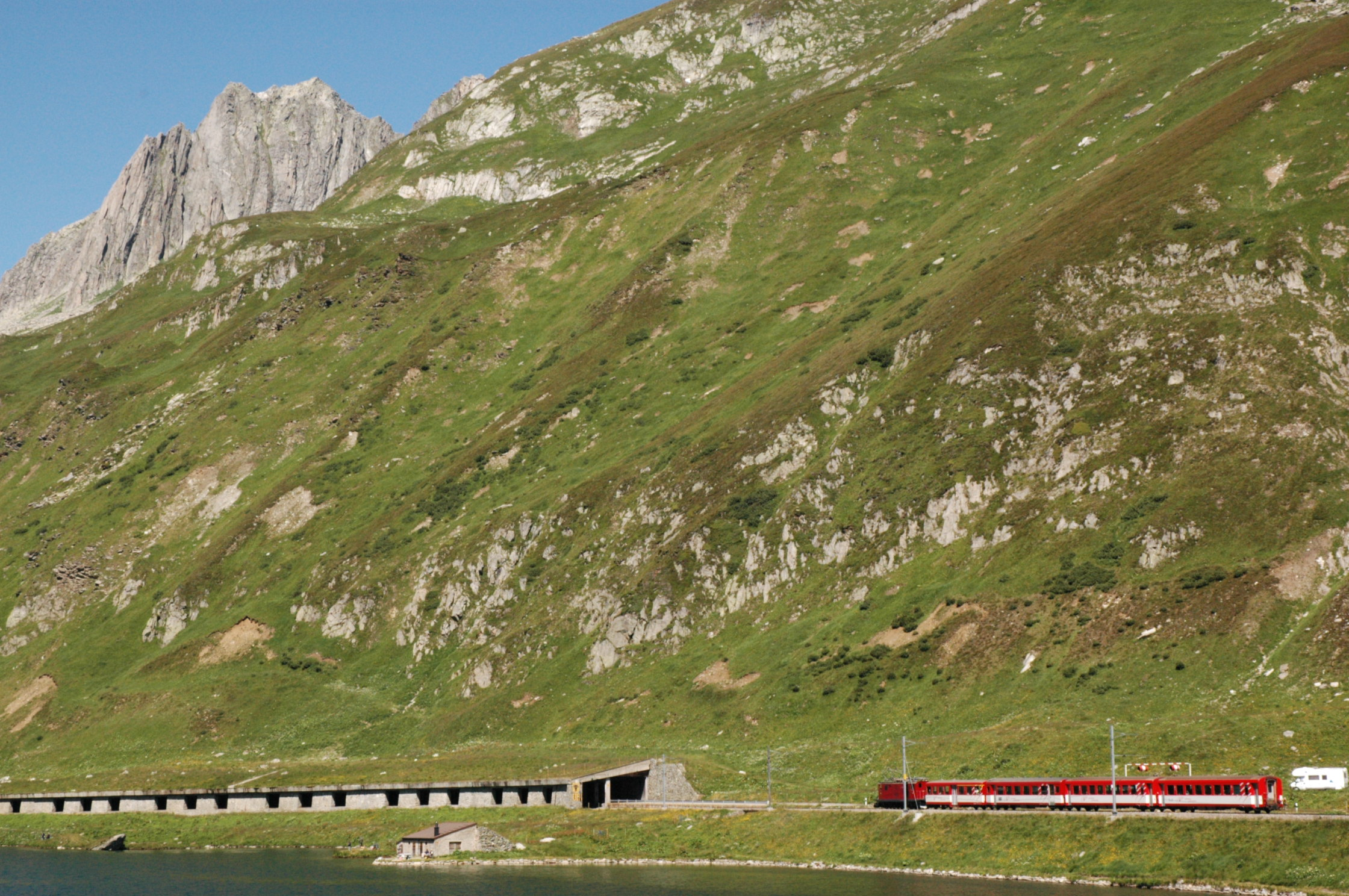
オーバーアルプパスヘーエ・カルモット駅を発車してアンデルマット方面へ向かう列車
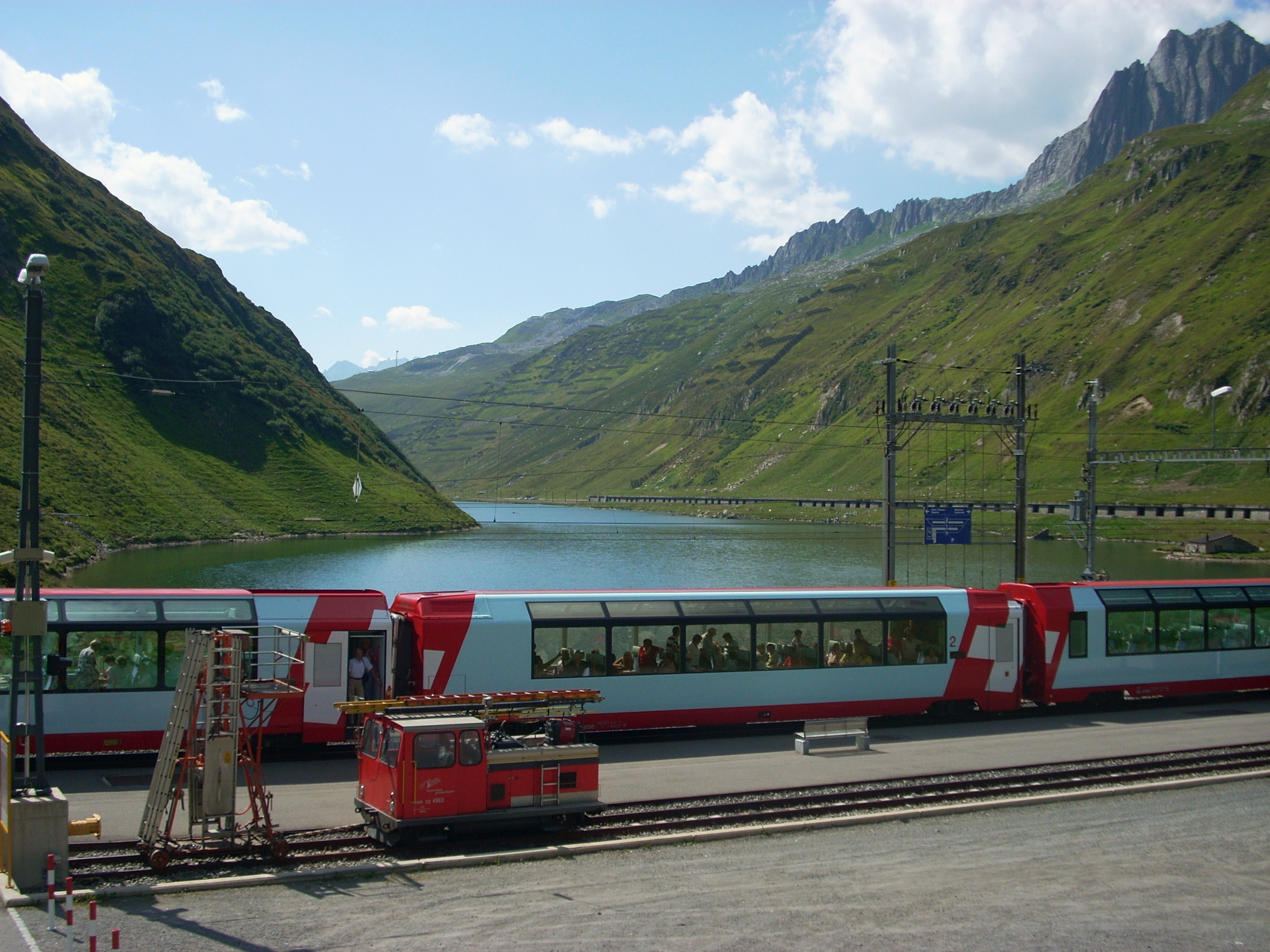
最高地点（2033m）にあるオーバーアルプパスヘーエ・カルモット駅
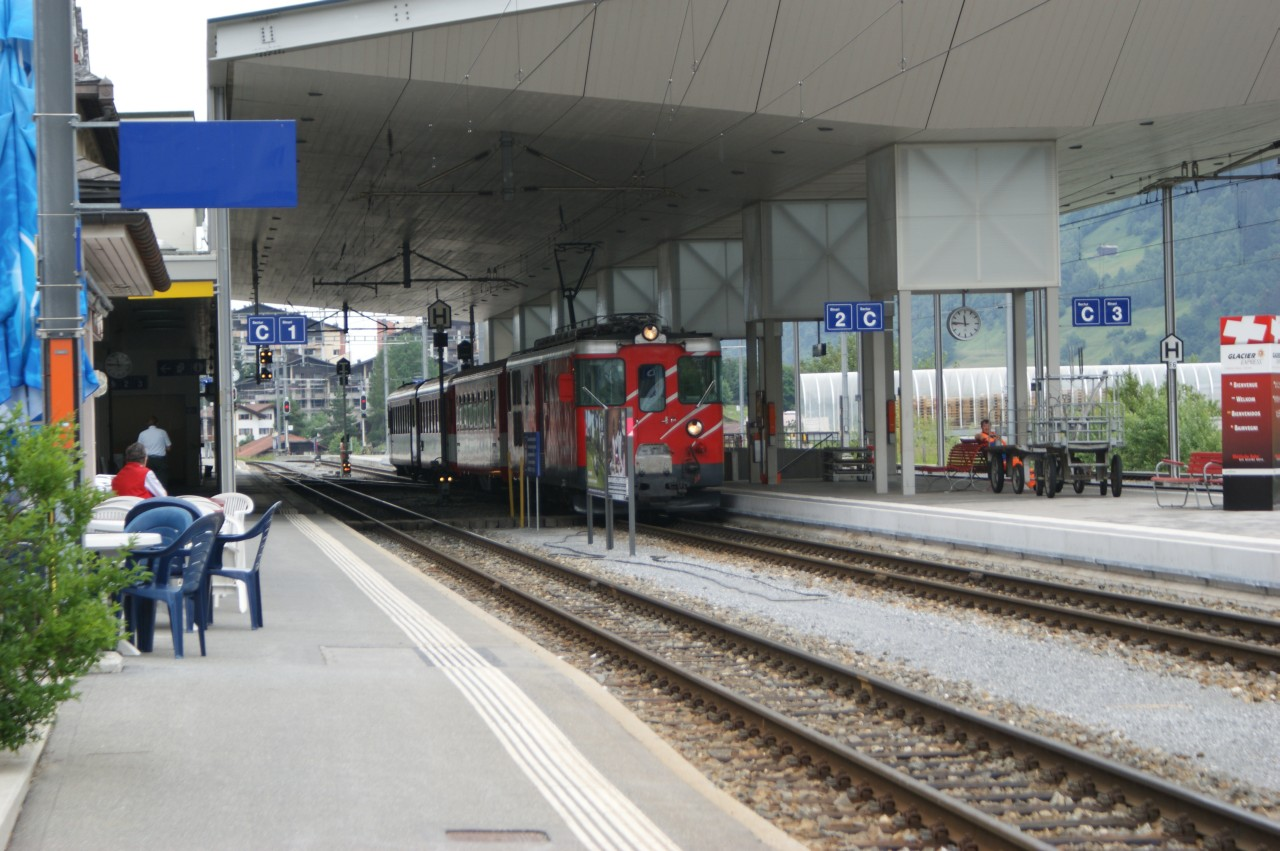
ディセンティス/ミュンスター駅

### ゲシェネン - アンデルマット（シェレネン線）
- 路線長：3.71km
- 開通年：1917年7月12日
- 電気方式：交流11kV 16.7Hz
- 最急勾配：181パーミル
- 標高：1106.1-1435.7m
- 隧道：3箇所
- 橋梁：1箇所

ゴッタルド鉄道トンネルの北側入口のゲシェネンからゴッタルド峠を越える古い街道の街道町であるアンデルマットまでロイス川のゲシェネン渓谷を遡る路線で、ラックレールの方式は他線区と同じアプト式。旅客列車はスイス国鉄ゲシェネン駅前のシェレネン線ゲシェネン駅、貨物列車はスイス国鉄駅本屋から見て裏側（ロイス川対岸）にある貨物駅からそれぞれ発着しており、途中ほぼ全線がスノーシェッドやトンネル内の179-181パーミルのラック区間を登り、途中魔橋として有名な「悪魔の橋」の脇を通過し、アンデルマットに至る。アンデルマットはゴッタルド鉄道開通以前は街道町として栄えたほか温泉地でもあり、また、スイス陸軍の重要拠点であるため、本路線の建設や通年運行のためのスノーシェッド等の整備にはスイス軍が大きく関与している。

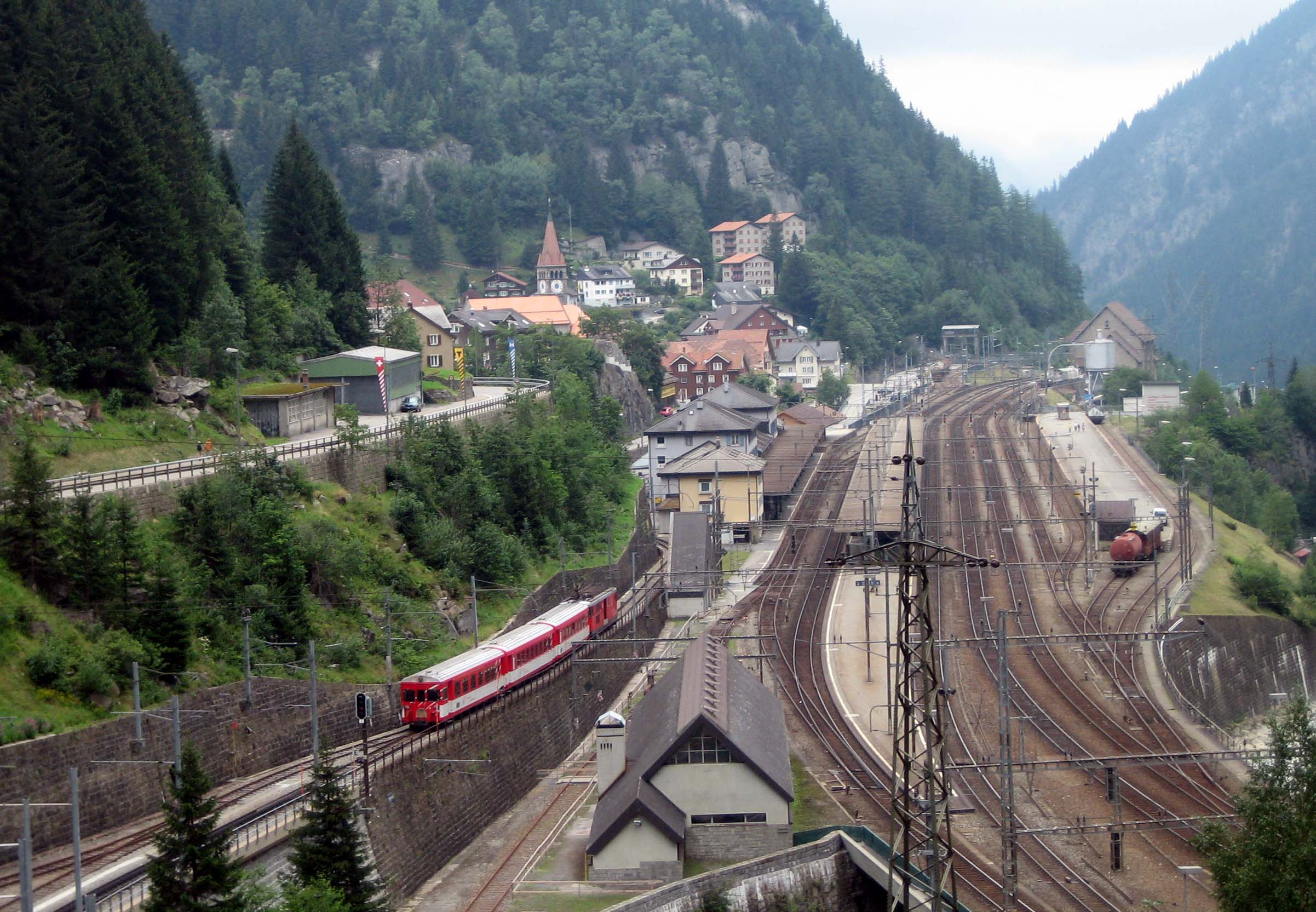
ゲシェネン駅、シェレネン線の駅はスイス国鉄駅前にある
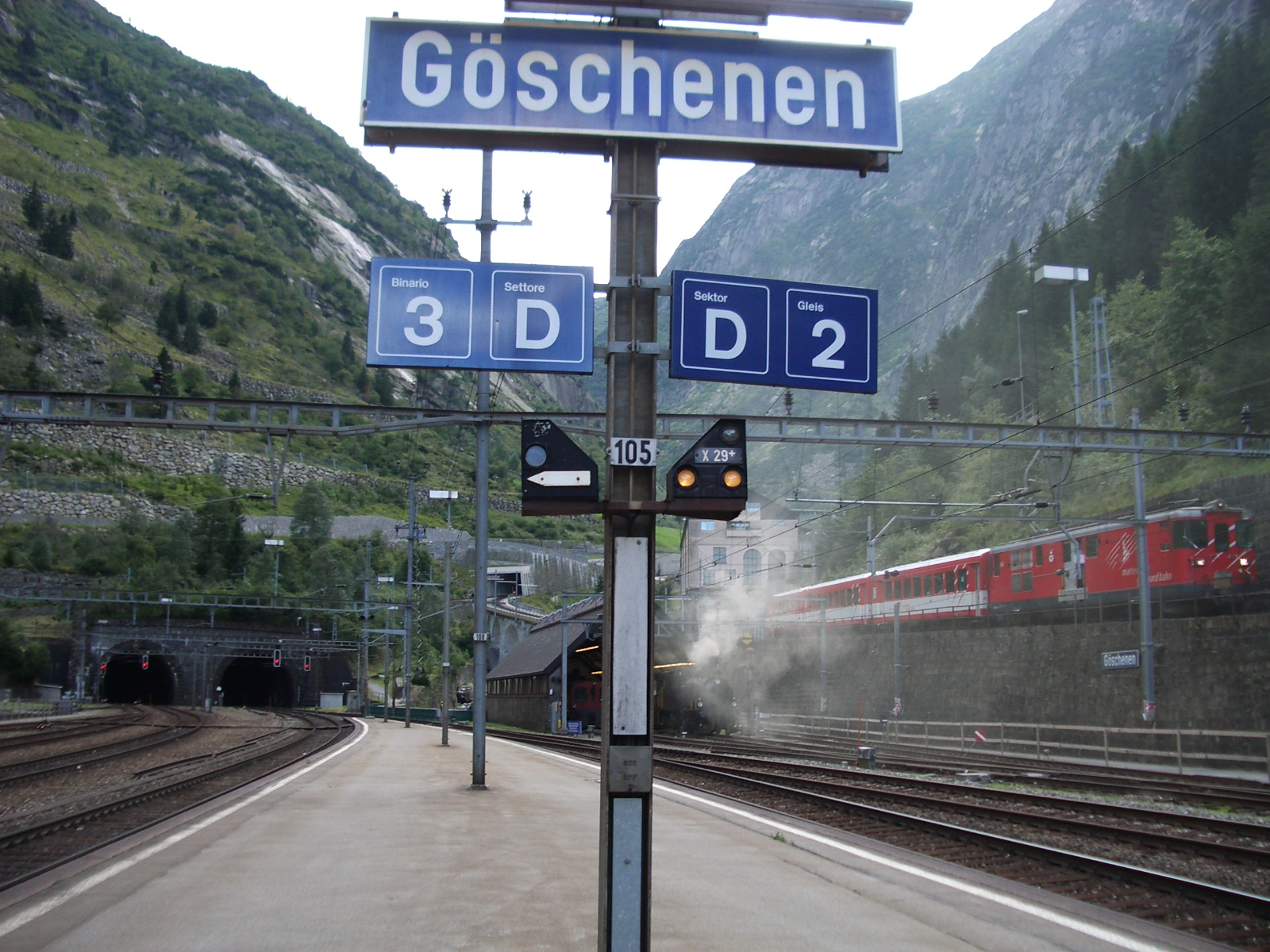
ゲシェネン駅へ下ってくる列車、スイス国鉄駅ホームより
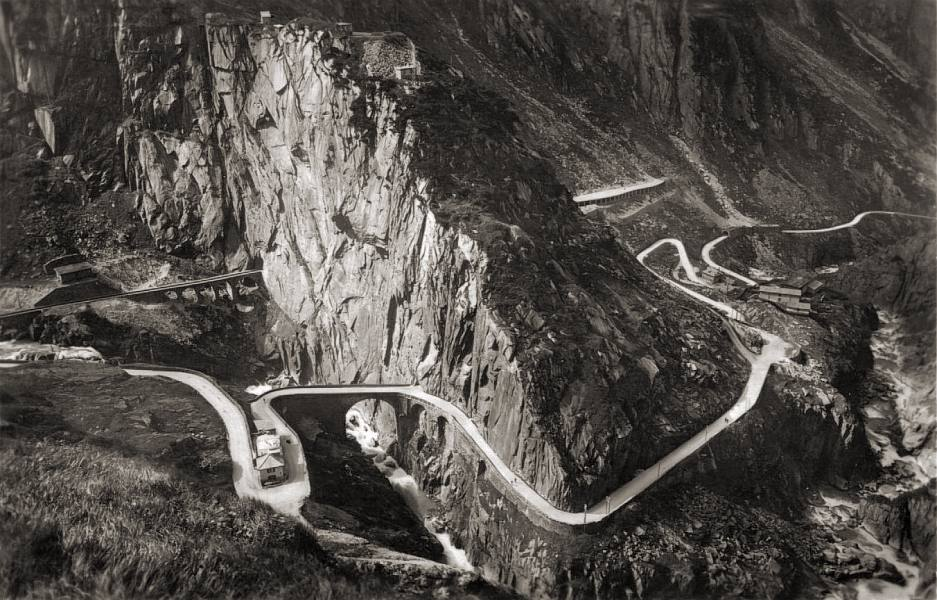
1934年当時のロイス川とシェレネン渓谷、奥がシェレネン線、手前が街道、街道上の悪魔の橋は2代目
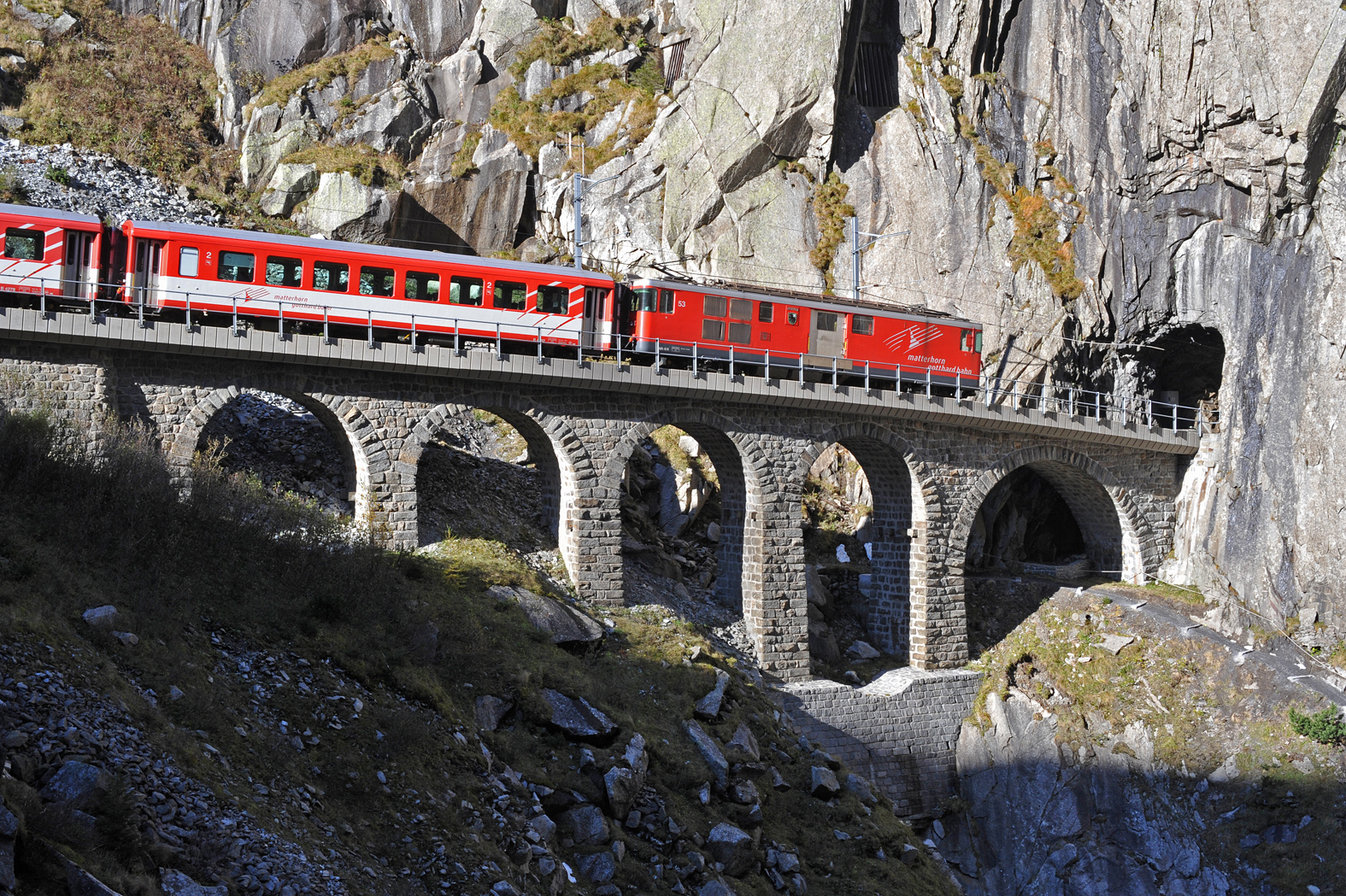
悪魔の橋に隣接する鉄道橋と列車
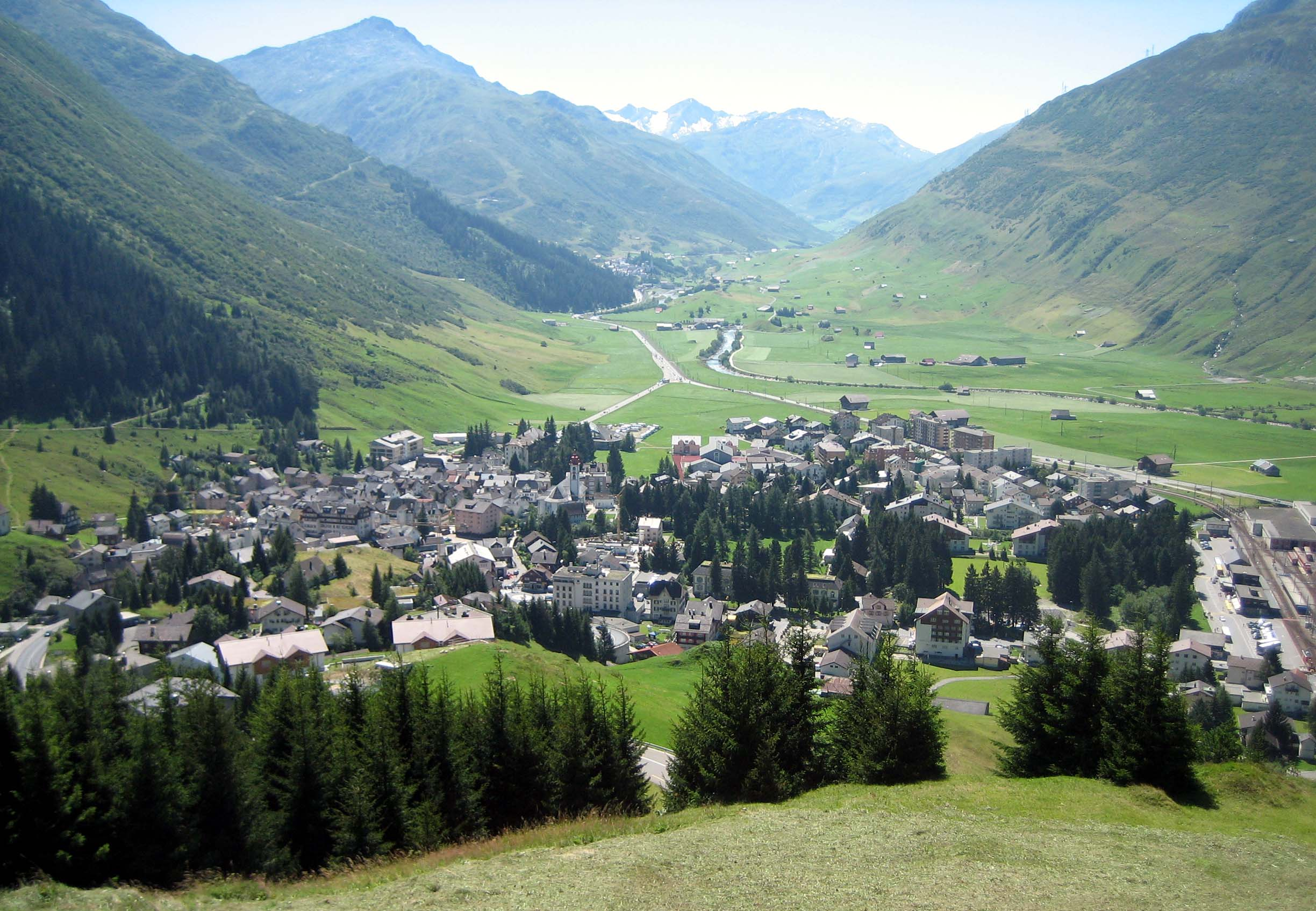
アンデルマット駅とその付近

### チェッパ信号場 - ルエラス間（ゴッタルドベーストンネル建設基地専用線）
- 路線長（2.2km）
- 開通年：1998年10月10日
- 電気方式：交流11kV 16.7Hz
- 最急勾配：70パーミル
- 標高：1420.4-1335.0m
- 隧道：1箇所
- 橋梁：1箇所

アルプトランジット計画の一環である全長57kmのゴッタルドベーストンネル建設は両端を含め5箇所から掘削が進められたが、グラウビュンデン州のセドルンに800mの縦坑と1kmの水平トンネルを経て掘削現場に至る建設基地の一つが設置された。この建設基地はマッターホルン・ゴッタルド鉄道のセドルン駅南方約500mの地点にあるが、ここへの一般貨物輸送用にセドルン駅のディセンティス/ミュンスター側2.1kmにチェッパ信号場を設置して2.2kmの貨物路線を1998年に建設し、レーティッシュ鉄道へ連絡する不定期貨物列車が5往復設定されていた。ゴッタルドベーストンネルは2016年に完成して供用開始されている。

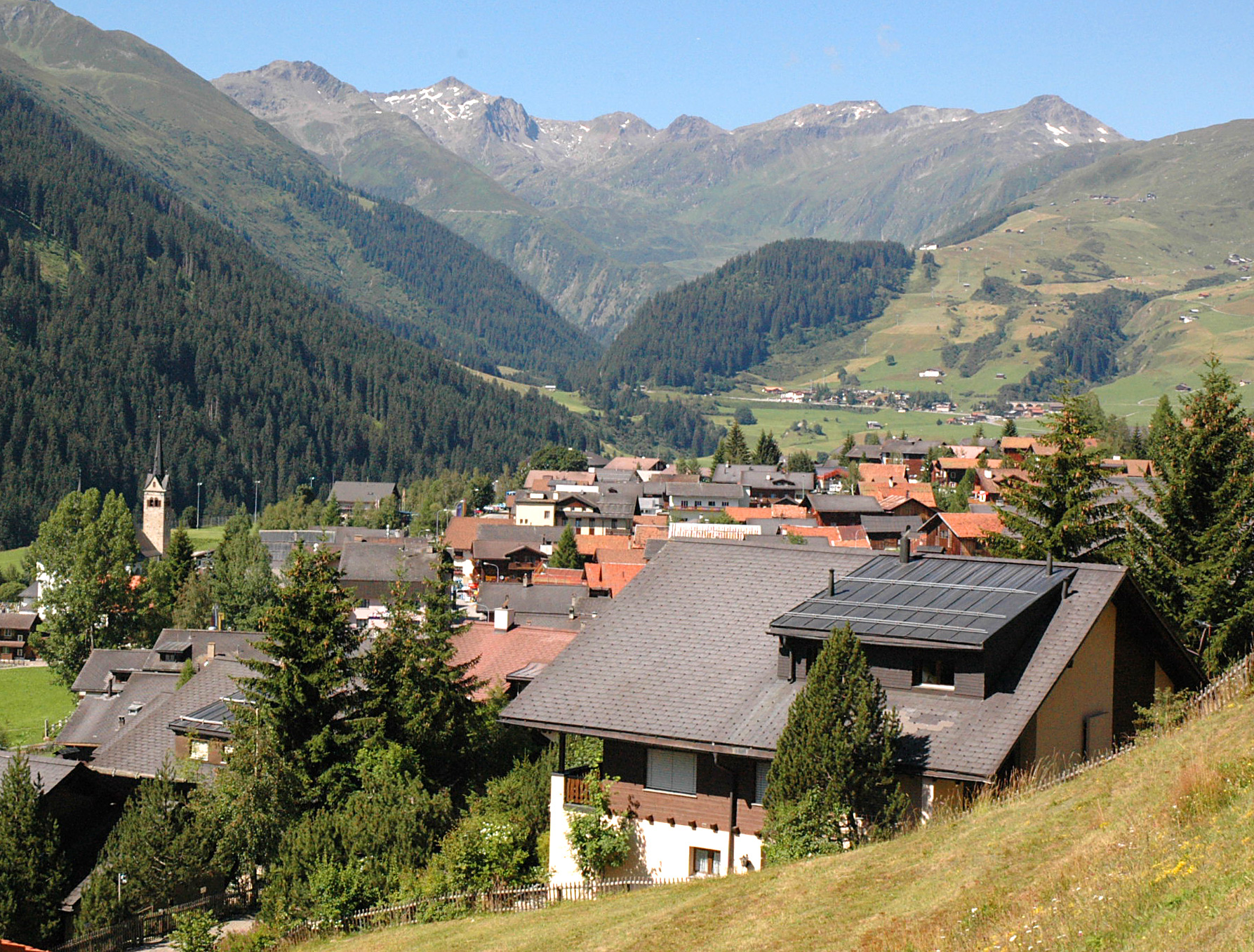
セドルン市街、建設基地は谷側にある
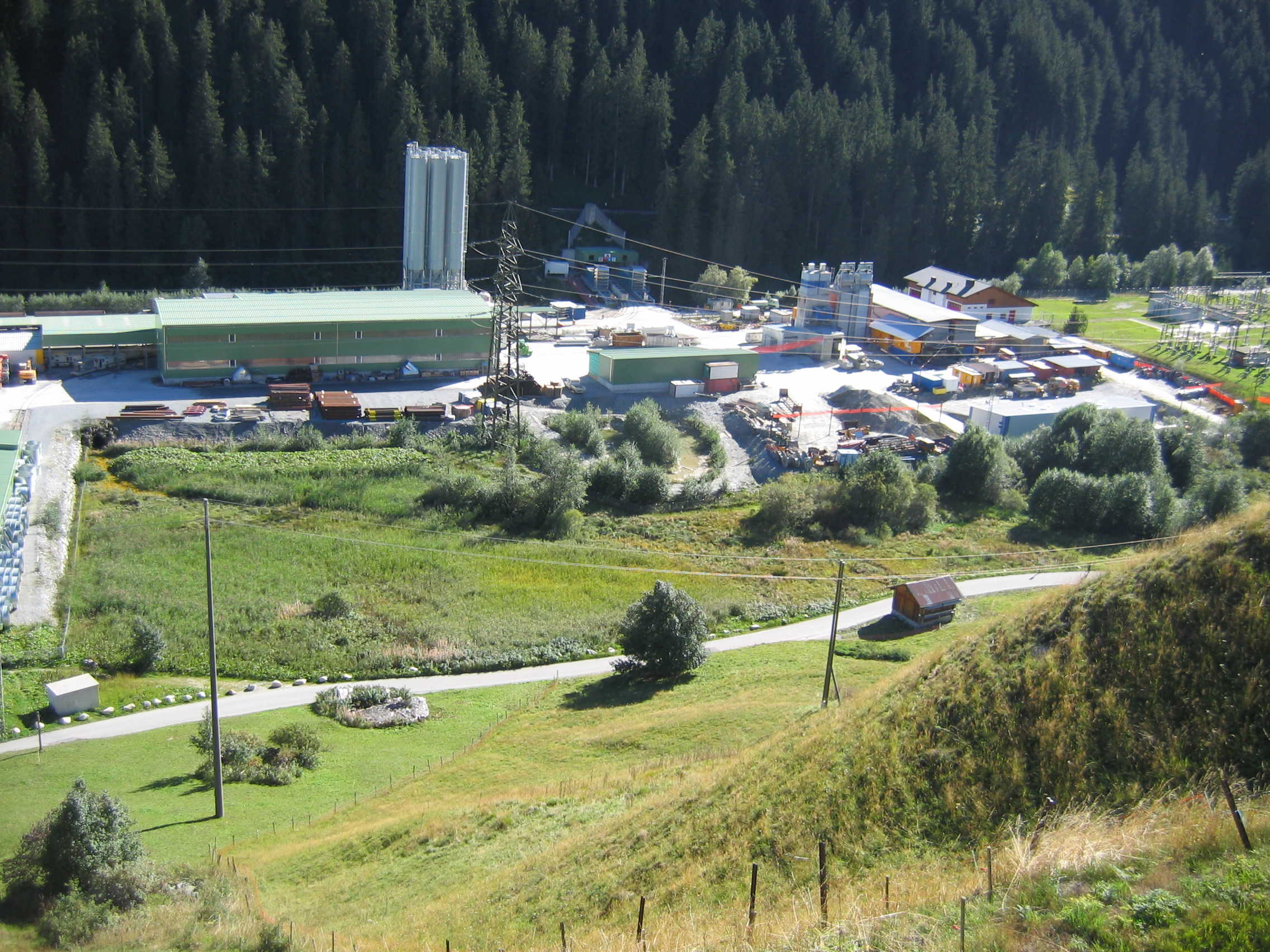
セドルンのゴッタルドベーストンネル建設基地、線路は基地の谷側にある
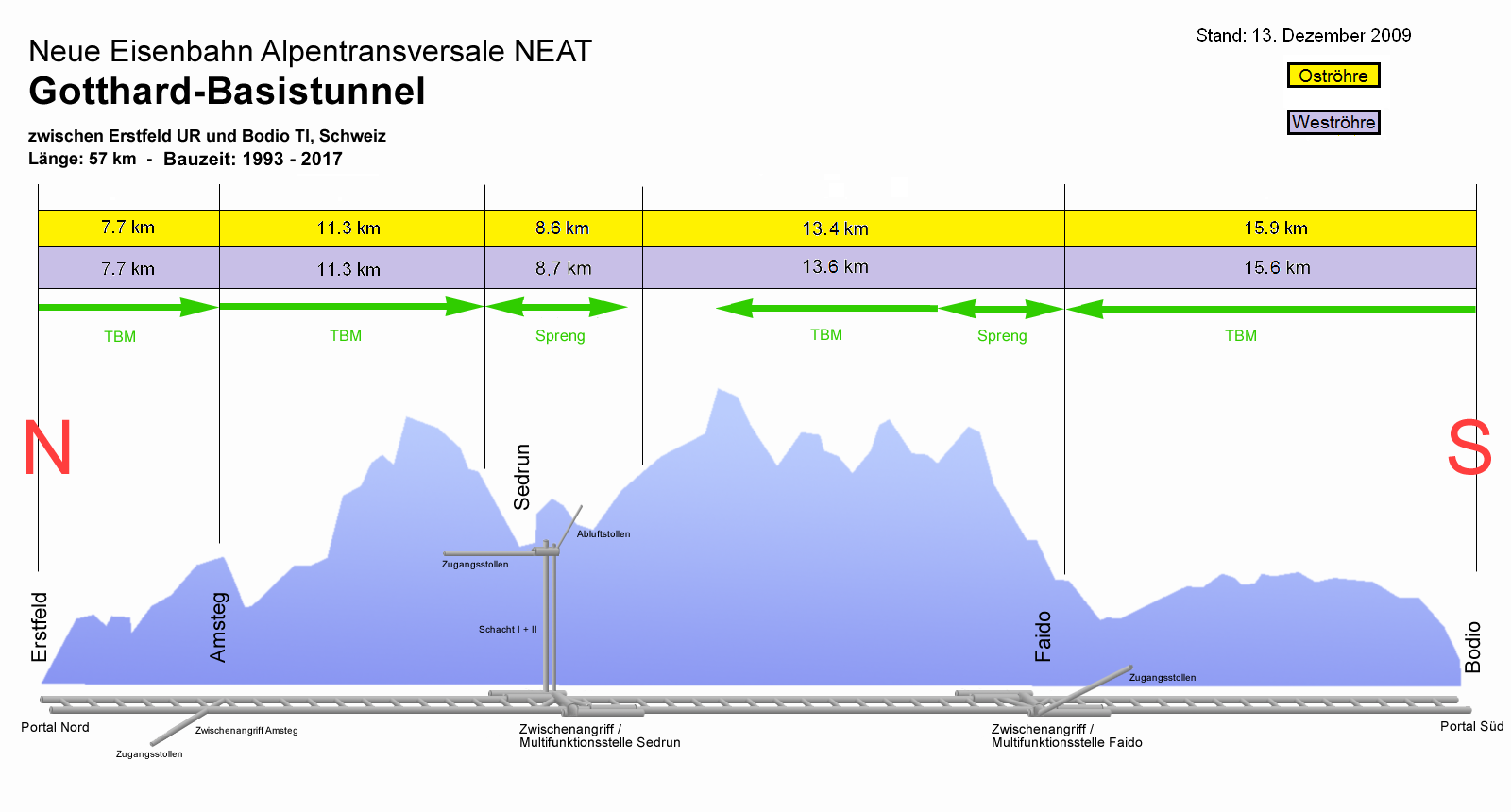
ゴッタルドベーストンネルの建設状況、セドルン（Sedrun）の建設基地から縦坑でトンネルに至る

## 運行

### 現在の運行
スイス国内の列車がパターンダイヤ化されたBahn+Bus 2000計画によってマッターホルン・ゴッタルド鉄道でも旅客列車の運行系統の整理による運行の効率化によって、昼間時間帯を中心に1時間ごとのパターンダイヤ化され、それに加えて氷河急行が運行される形態となっている。また、早朝、深夜時間帯の区間列車の一部は各駅を経由するバスによる運行となっているほか、多数の貨物列車が運行されてグラウビュンデン州の経済を支えているレーティッシュ鉄道とは異なり、マッターホルン・ゴッタルド鉄道ではテッシュ - ツェルマット間を除き貨物列車の運行は少ないものとなっている。

### ブリーク - フィスプ - ツェルマット
ブリーク - ツェルマット間には1時間に1本の列車が運行されるほか、自動車の入れないツェルマットへの旅客輸送用として6-22時の間は1時間当たり3本、22-翌6時までは1時間当たり1本のシャトルトレインが運行されており、23-翌6時までは1時間当たり1本の貨物列車も設定されている。また、2007年にBLS AGのレッチュベルクベーストンネル開業によってフィスプ駅もアルプス縦断ルートの一つであるレッチュベルク - シンプロンルートの玄関口となったため、ブリーク駅改良工事後は従来ブリーク発着であった旧フルカ・オーバーアルプ鉄道線のほぼ全列車がフィスプ発着となっており、この区間は1時間あたり2本の運行となっている。

### ブリーク - アンデルマット - ディゼンティス/ミュンスター
旧フルカ・オーバーアルプ鉄道線のローカル列車の運行はアンデルマットで分離されてフィスプ - ブリーク - アンデルマット間とアンデルマット - ディセンティス/ミュンスター間でそれぞれ1時間当たり1本が運行されている。なお、ブリーク方からの列車はダイヤ上はアンデルマットまでであるが、実際の運行上はシェレネン線のゲシェネンまで直通しており、列車の行先表記もゲシェネン行となっている。
フルカベーストンネルの両端のオーバーヴァルト - レアルプ間では自動車を貨車に積載する列車フェリーが運行されており、金-月曜日は1時間当たり2本、火-木曜日は1時間当たり1本が運行されている。

### シェレネン線
シェレネン線には1時間当たり2本の列車が設定され、そのうち1本は運行上はブリーク方面からの直通となっている。

## 車両
- 電気機関車
  - 旧ブリーク-フィスプ-ツェルマット鉄道、旧フルカ・オーバーアルプ鉄道共にラック式の電気機関車を導入して運用しており、フルカベーストンネルの列車フェリー牽引専用機であるGe4/4形2機以外はすべてラック式となっている。両鉄道とも電化時に2軸ボギー台車に粘着動輪とピニオンの双方を駆動する駆動装置を組み込んだ4軸駆動の中型機であるHGe4/4形およびHGe4/4I形を導入しており、これらは現在でも歴史的機関車として数両ずつが残されている。
  - 1980年代からはサイリスタ位相制御で粘着区間では90km/h走行を可能とした差動装置を組み込んだラック式台車を装備したHGe4/4II形計13機が両鉄道で導入され、現在では両鉄道保有機とも共通でシェレネン線を除く全線で主力機として運用されている。
  - シェレネン線では開業以来2軸駆動の小型ラック式電気機関車であるHGe2/2形が使用されており、同線の電気方式変更時には交流駆動に改造されていたが、1970年代以降は荷物電車が主に列車を牽引している。
  - 個別の形式
    - HGe2/2形
    - HGe4/4形
    - HGe4/4I形
    - Ge4/4形
    - HGe4/4II形
- 電車
  - ブリーク-フィスプ-ツェルマット鉄道線ではHGe4/4形の後、1960年代以降は列車は電車牽引が主となっているほか、2000年代以降はシュタッドラー[8]製でVVVFインバータ制御の部分低床式電車が導入されている。
  - 旧フルカ・オーバーアルプ鉄道線では1970年代以降Deh4/4形荷物電車が制御客車を含む3両の客車を牽引する列車がローカル列車の主力となり、シェレネン線を含む全線で運用されている。
  - マッターホルン・ゴッタルド鉄道への統合後も電車の運用は基本的に分離されたままであるが、旧ブリーク-フィスプ-ツェルマット鉄道のDeh4/4形のみシェレネン線を除く旧フルカ・オーバーアルプ鉄道線でも運用されている。
  - 個別の形式
    - BDeh2/4形
    - ABDeh6/6形
    - ABDeh8/8形
    - Deh4/4 51-55形
    - Deh4/4 21-24形
    - Deh4/4 91-96形
    - BDSeh4/8形
    - ABDeh4/8/ABDeh4/10形
- 蒸気機関車
  - 旧ブリーク-フィスプ-ツェルマット鉄道、旧フルカ・オーバーアルプ鉄道共に開業時は非電化で、ほぼすべての列車が蒸気機関車によって運行されていたが、いずれの鉄道でもラック式機関車を得意とするスイスの鉄道車両製造会社であるSLM[9]製の中形機を導入している。
  - 現在でも旧ブリーク-フィスプ-ツェルマット鉄道のHG2/3 7号機が残されているほか、フルカ山岳蒸気鉄道でHG2/3 6号機と旧フルカ・オーバーアルプ鉄道のHG3/4形の1、4号機が運行されている。
  - 個別の形式
    - HG2/3形
    - HG3/4形
- 気動車
  - フルカ・オーバーアルプ鉄道では区間列車用にラック式の気動車2両を導入して1940年代まで運行していた。
    - BChm2/2形
- 客車
  - 客車は開業時よりボギー客車が使用され、その後1950年代より軽量構造の鋼製客車が製造されるようになり、1960年代からはアルミ製の軽量構造の客車が導入されて現在に至っている。また、ほぼ全車がラック区間で使用するブレーキ用のピニオンを装備している。
  - 1986年にはモントルー・オーベルラン・ベルノワ鉄道[10]で人気となっていたパノラマ車を旧フルカ・オーバーアルプ鉄道でも導入することとなり、その後1990年代になって旧ブリーク-フィスプ-ツェルマット鉄道を含めて主に氷河急行用として本格的に導入が進み、現在では氷河急行専用のGEX2006系がレーティッシュ鉄道と共同で保有・運行されており、従来レーティッシュ鉄道のみが保有していた食堂車もマッターホルン・ゴッタルド鉄道が保有することとなった。
  - 個別の形式
    - GEX2006系
    - パノラマ車
- 入換用/事業用車

入換用および事業用・除雪列車用として電気機関車とディーゼル機関車を保有しており、HGm4/4形ディーゼル機関車は機関車不足時や架線停電時などに本線の旅客、貨物列車の牽引にも使用されていた。
- 個別の形式（主要）
  - Te2/2形
  - HGm4/4形

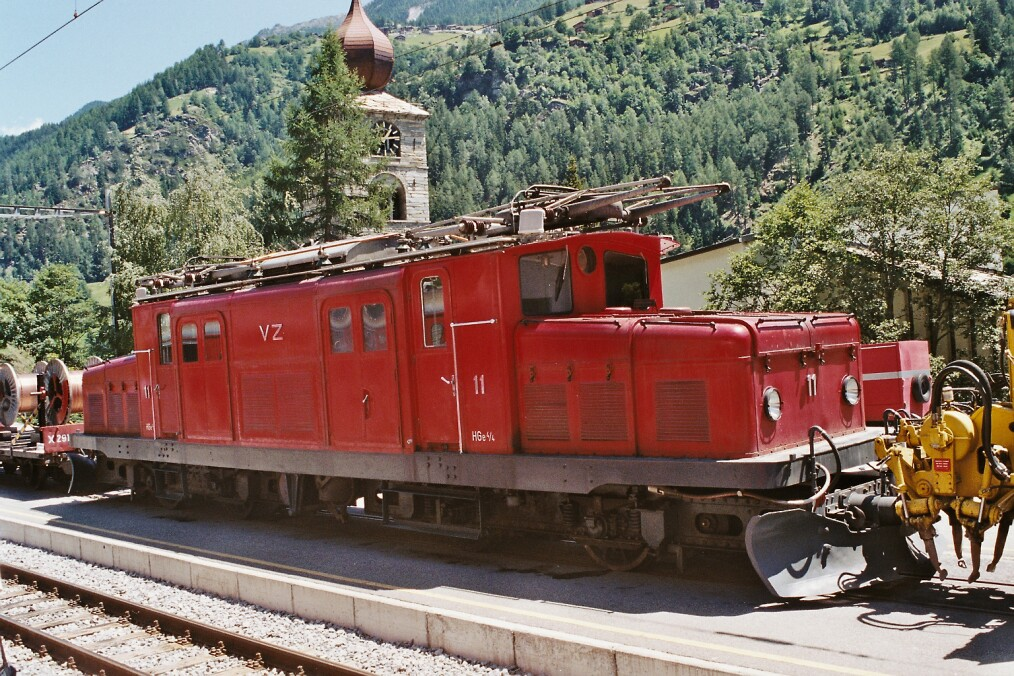
フィスプ-ツェルマット鉄道電化時に5機が用意されたHGe4/4形電気機関車
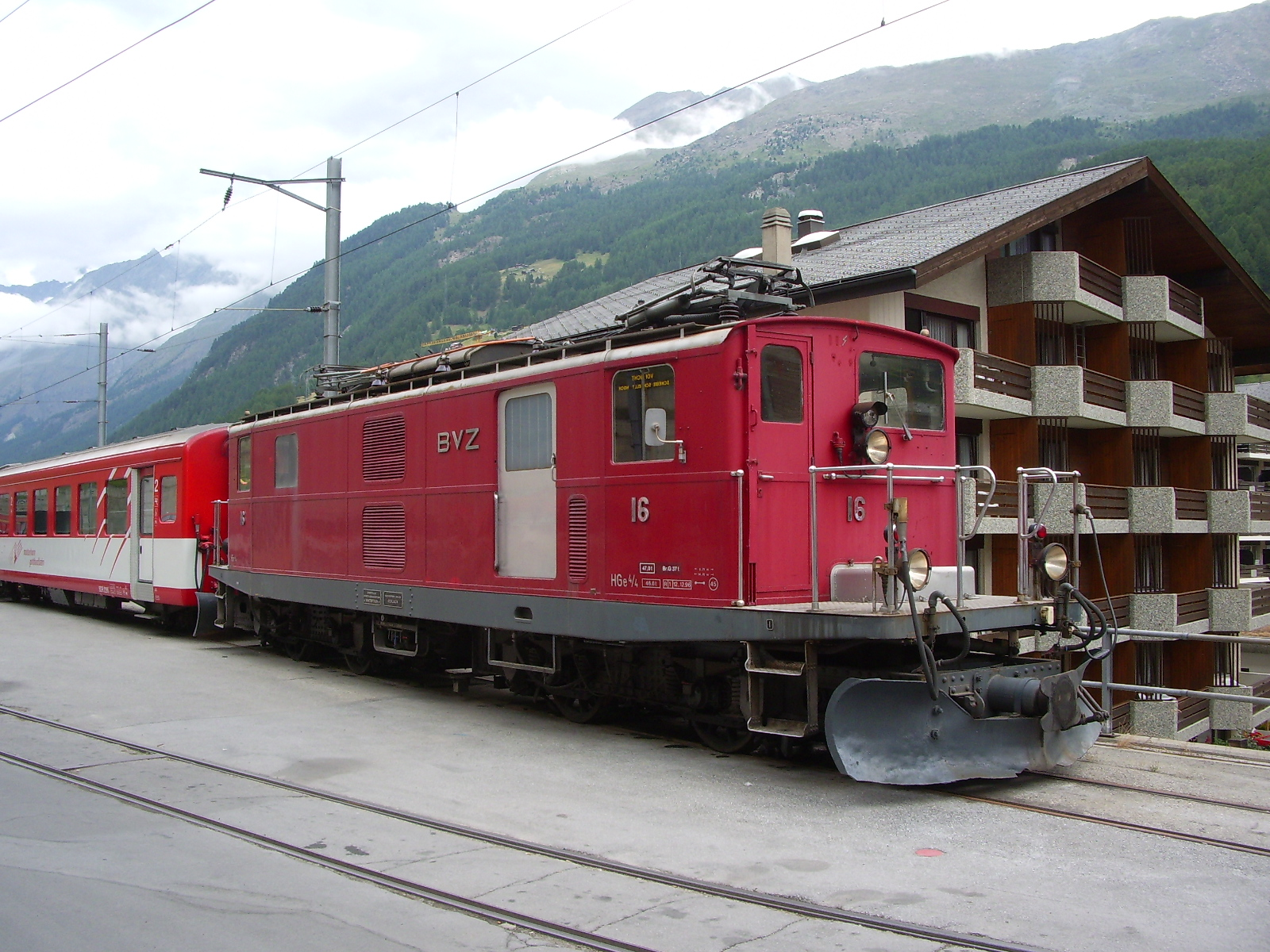
フィスプ-ツェルマット鉄道のHGe4/4形の改良型である16号機
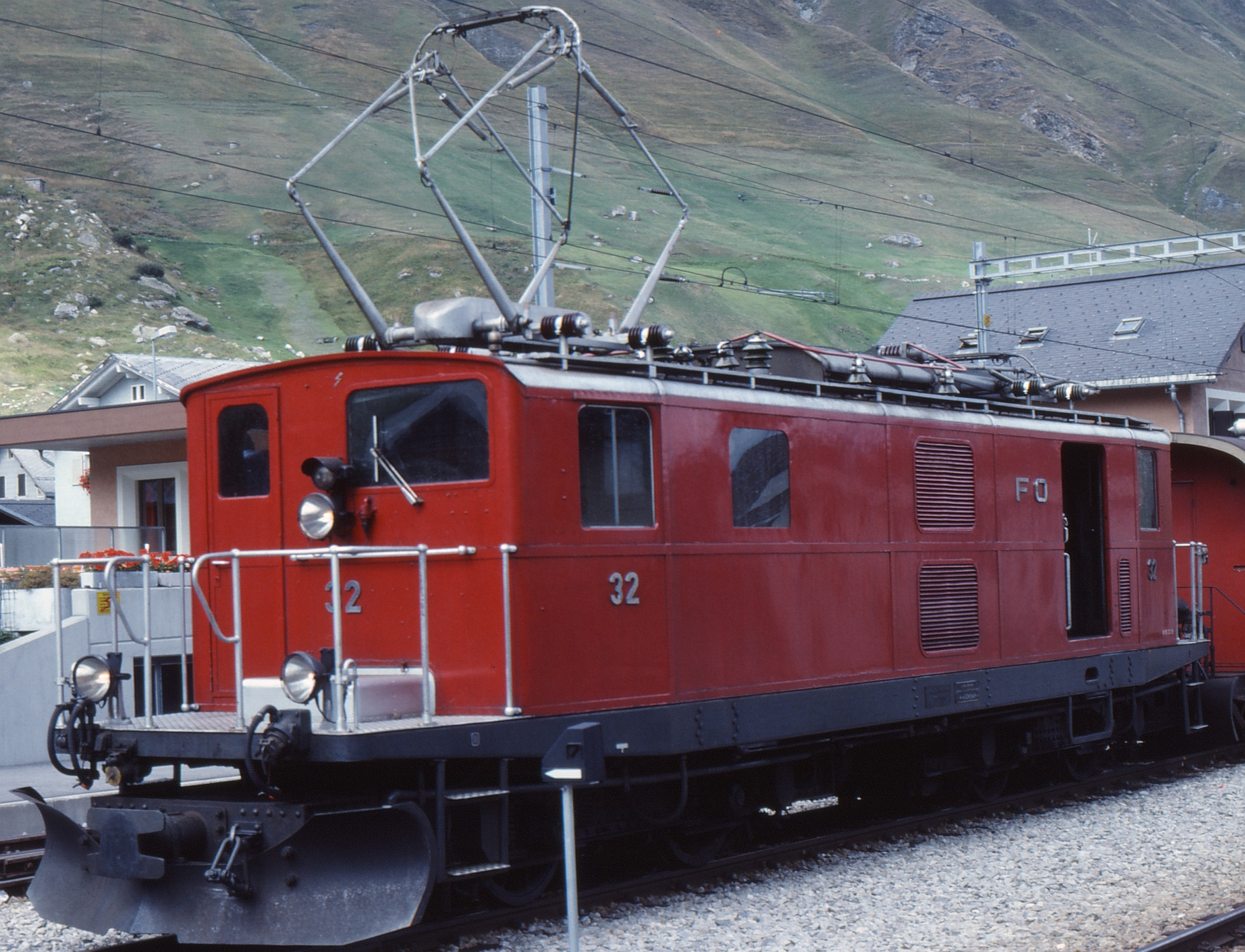
フルカ・オーバーアルプ鉄道電化に際して用意されたHGe4/4I形電気機関車
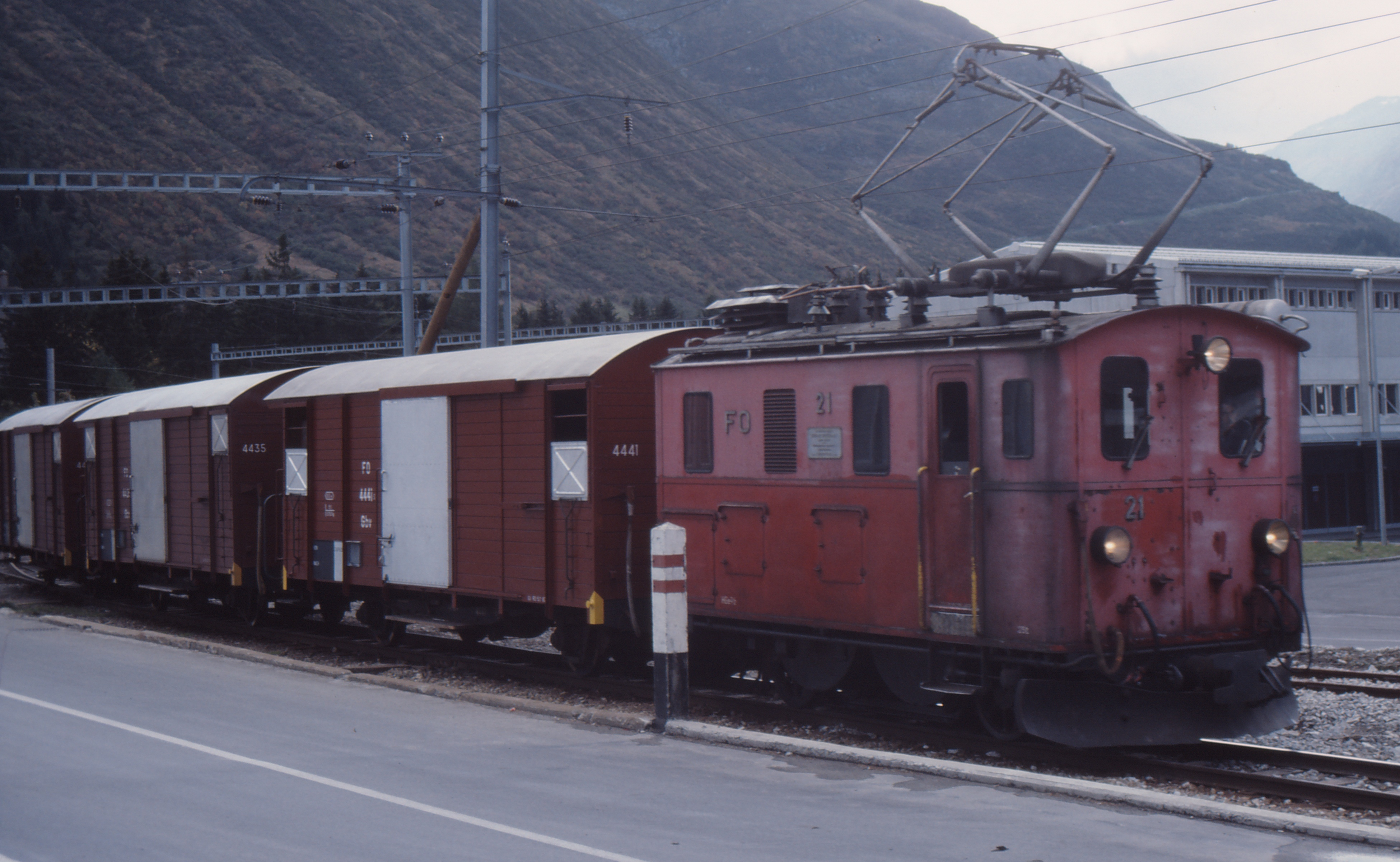
シェレネン鉄道から引継のシェレネン線専用機HGe2/2形電気機関車
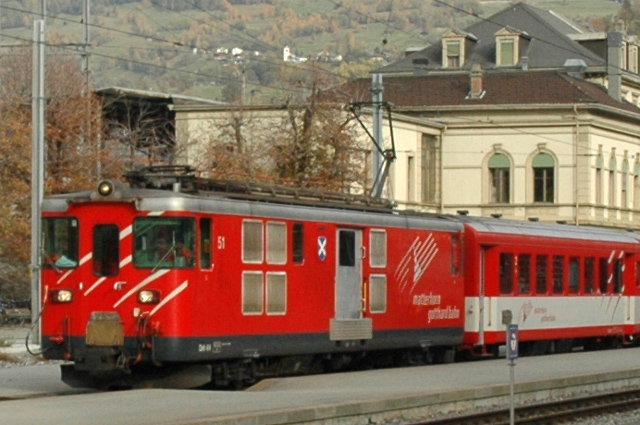
旧フルカ・オーバーアルプ鉄道線およびシェレネン線のシャトルトレインを牽引するDeh4/4 51-55形荷物電車
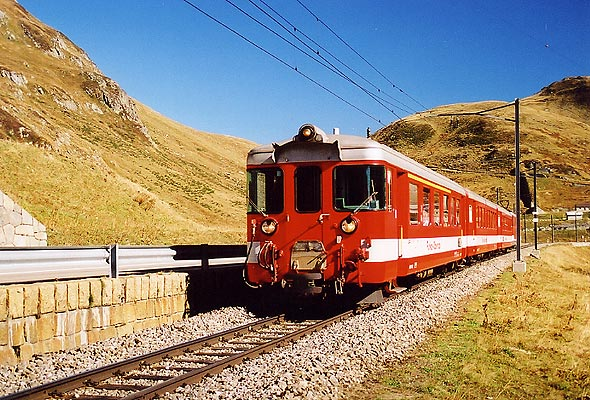
フルカ・オーバーアルプ鉄道線のローカル列車は荷物電車が客車と制御客車を牽引するシャトルトレインとなっている、ABt4151-4154形制御客車
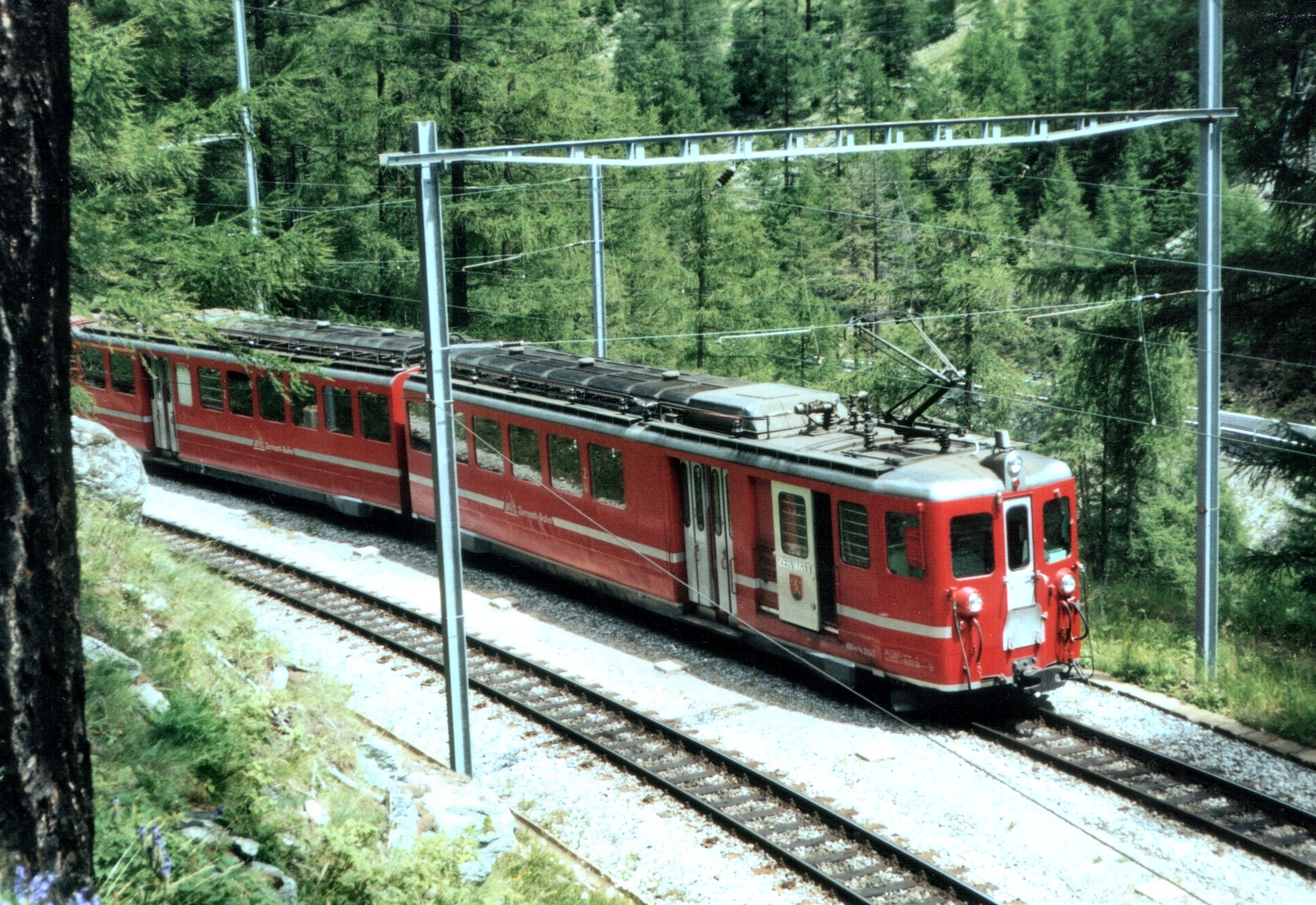
ブリーク-フィスプ-ツェルマット鉄道で列車を牽引するABDeh8/8形電車
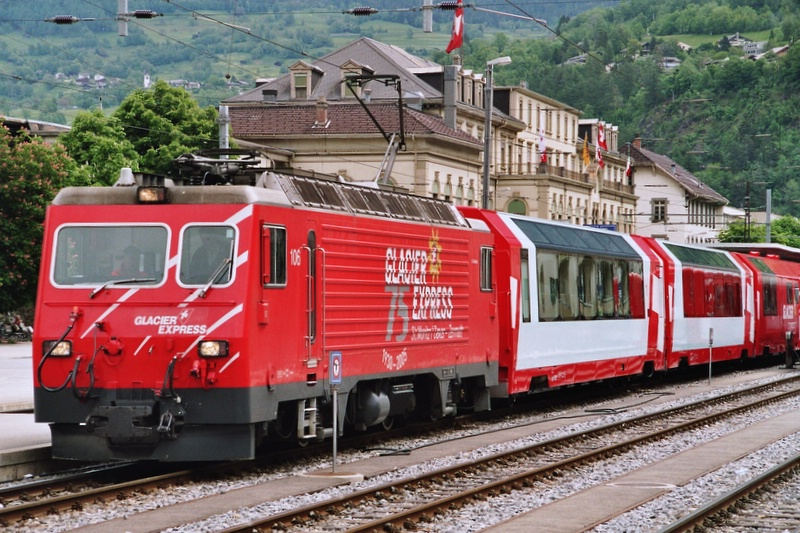
現在の主力機であるHGe4/4II形電気機関車と氷河急行専用のGEX2006系客車
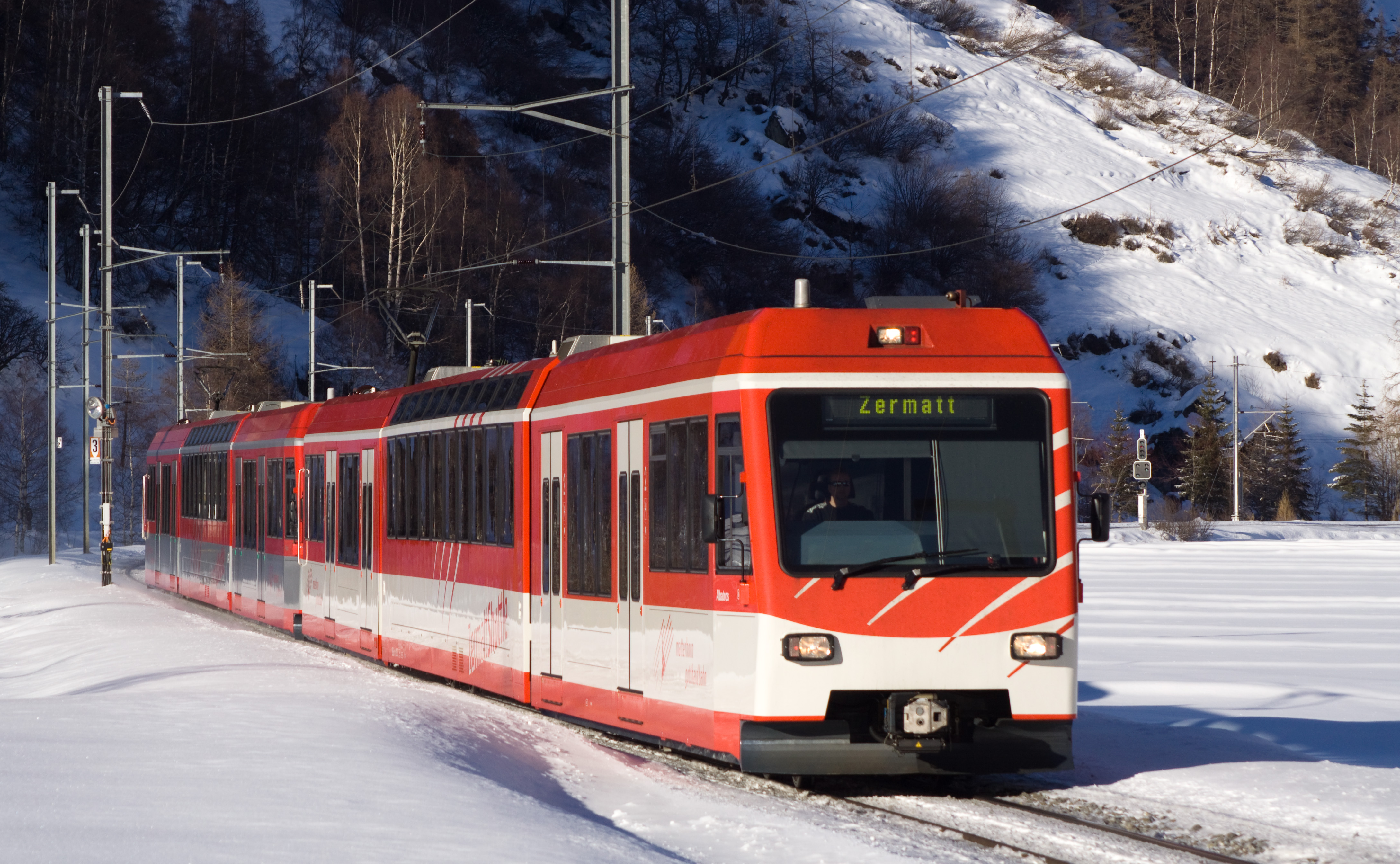
テッシュ-ツェルマット間のシャトルトレイン専用機であるBDSeh4/8形電車
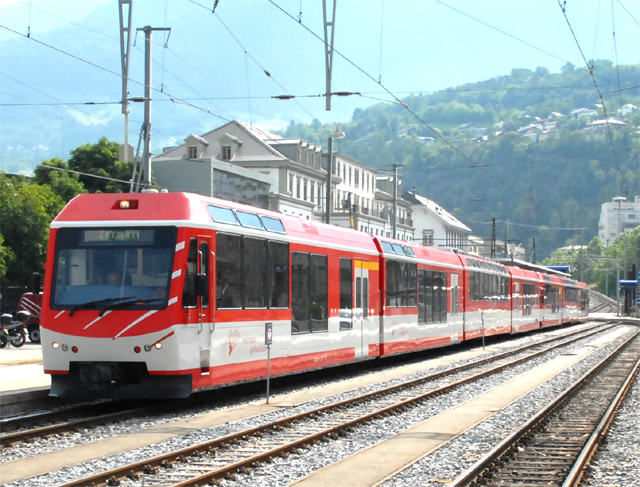
最新の部分低床式電車であるABDeh4/10形